# Julian Ursyn Niemcewicz

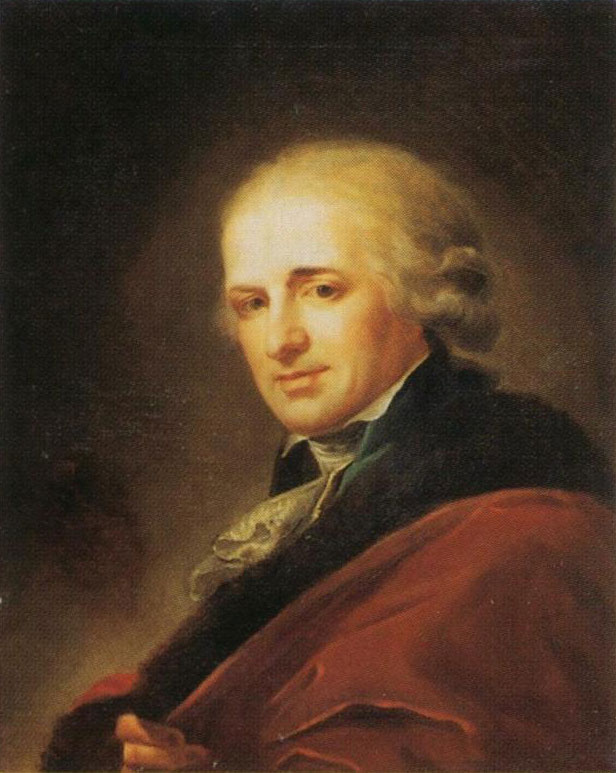
Jan Chrzciciel Lampi, Portret Juliana Ursyna Niemcewicza, 1796

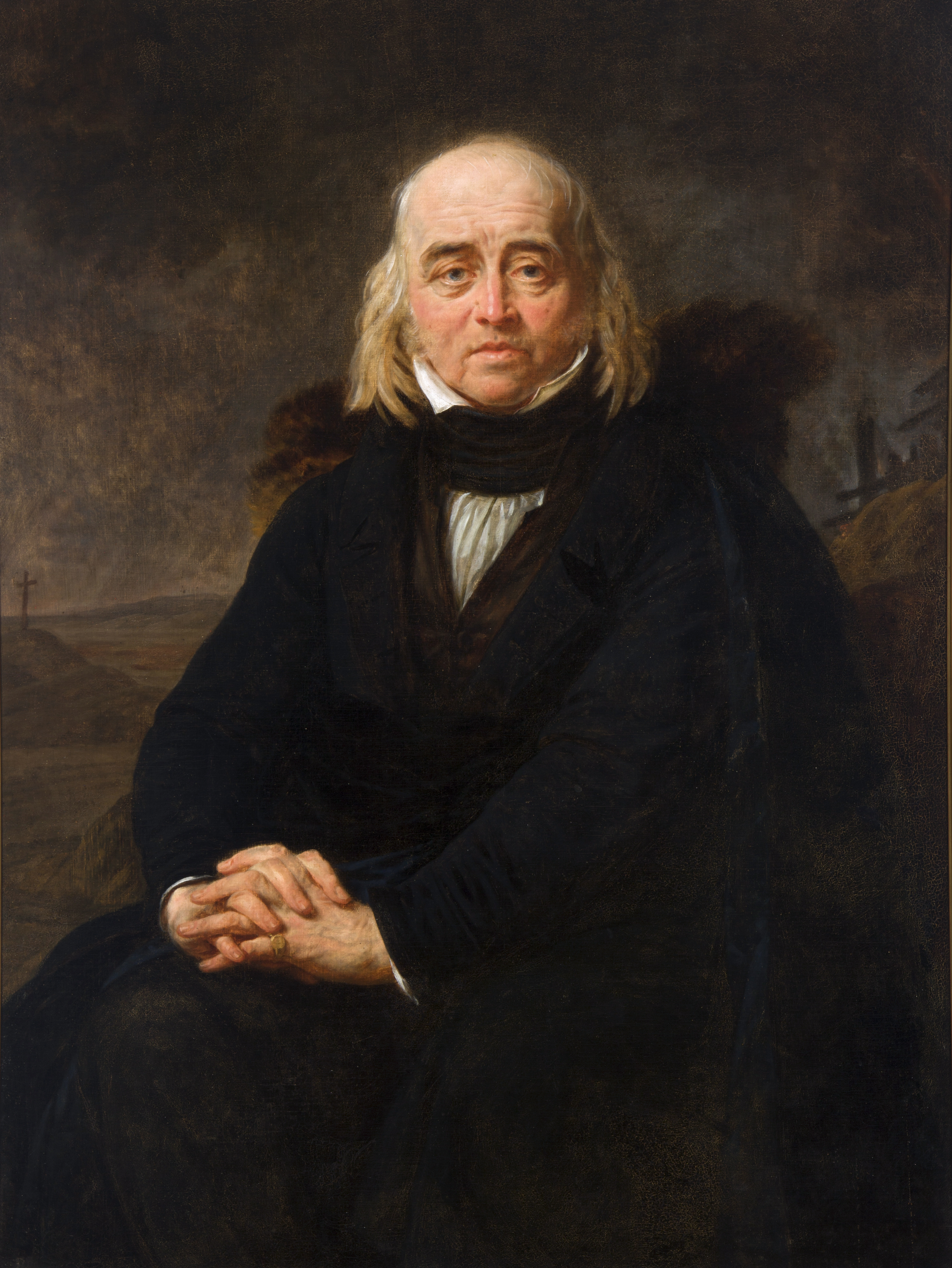
Antoine-Jean Gros, Portret Juliana Ursyna Niemcewicza, 1833–1834

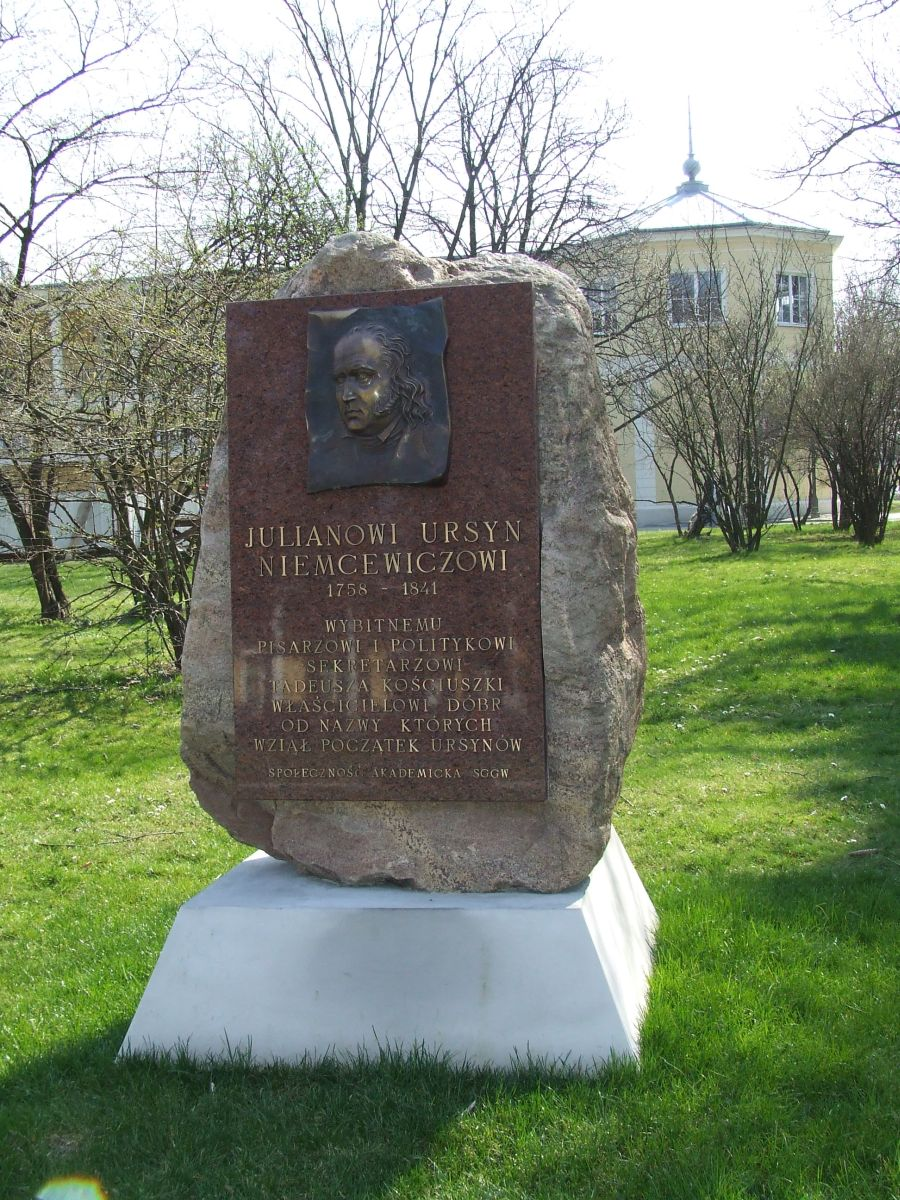
Popiersie przy pałacu ursynowskim

Julian Ursyn Niemcewicz herbu Rawicz, pseud. i kryptonimy: Anonim; Iwan Wasilewicz, oficer w wojsku moskiewskim; J.N.; J.U.N.; J.Ur.N.; Julius Orion; Mośko Jankiele (ur. 16 lutego 1758 w Skokach na Polesiu, zm. 21 maja 1841 w Paryżu) – polski dramaturg, powieściopisarz, poeta, historyk, pamiętnikarz, publicysta, tłumacz, wolnomularz, zastępca wielkiego mówcy Wielkiej Loży Narodowej Wielkiego Wschodu Polskiego w 1781 roku, członek Komisji Edukacji Narodowej w latach 1791–1792.

## Życiorys

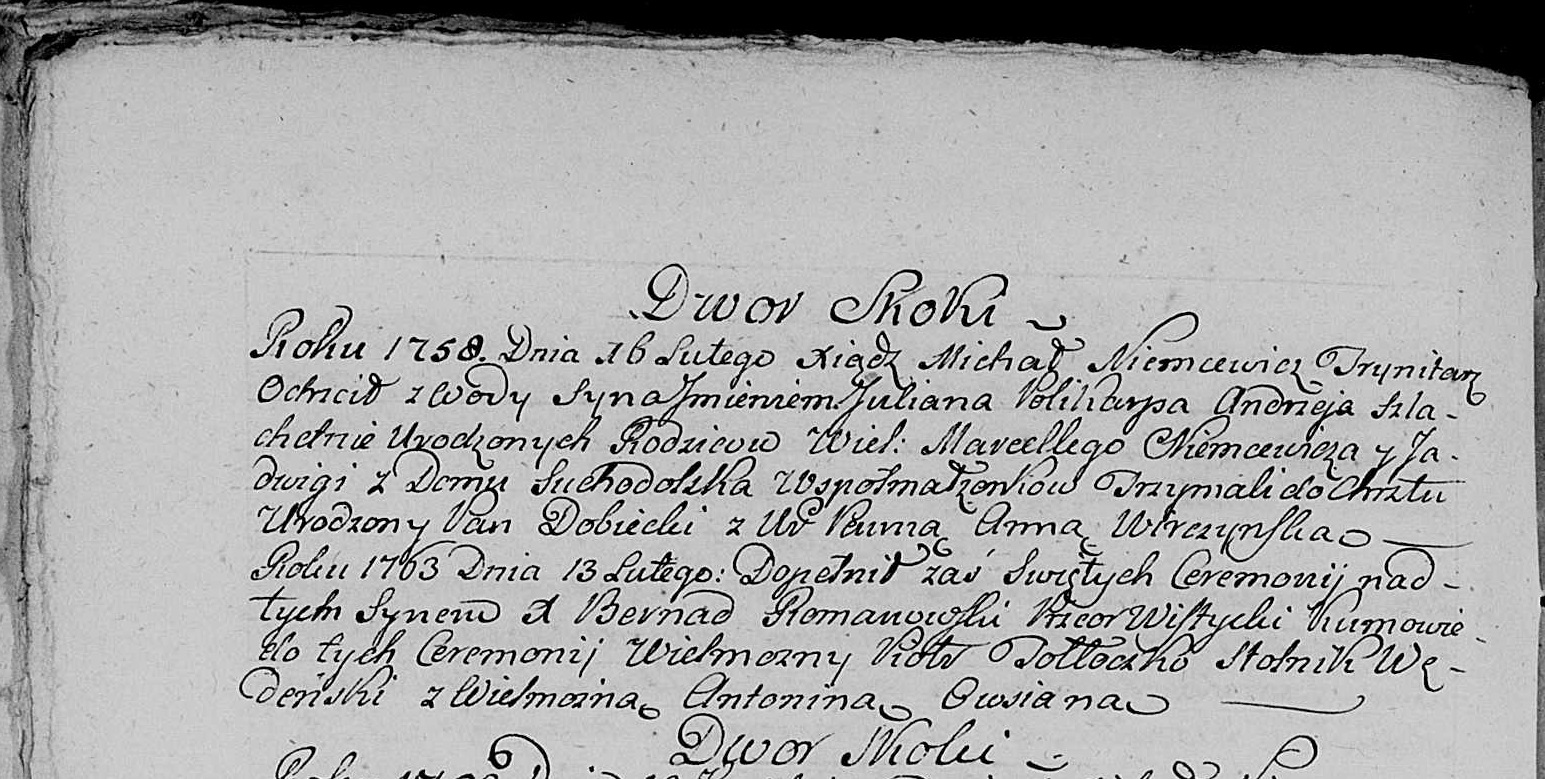
Akt Chrztu J.U. Niemcewicza

Urodził się w Skokach koło Brześcia nad Bugiem 16 lutego 1758 (według A.J. Czartoryskiego – 16 lutego 1757), jako syn Marcelego, podczaszego mielnickiego, i Jadwigi z Suchodolskich. Ochrzczony został w pobliskich Wistyczach. Pochodził ze średniozamożnej rodziny szlacheckiej (później jednego z najbogatszych rodów Polesia). Ojciec związany był z rodziną Czartoryskich. Dzieciństwo swe w większości spędził w rodzinnych Skokach oraz w Neplach i Adamkowie (pobliskie dobra jego dwóch stryjów). Kiedy był jeszcze dzieckiem (1764), odwiedził wraz z ojcem Warszawę podczas uroczystości koronacyjnych Stanisława Augusta.
W roku 1776 złożył egzamin końcowy w warszawskim Korpusie Kadetów (naukę rozpoczął w roku 1770) w stopniu porucznika. Już wtedy okazał pierwsze zainteresowania literackie (Wojna kobiet. Poemat heroikomiczny w 4 pieśniach). Korpus Kadetów opuścił w sierpniu roku 1777, w stopniu podporucznika. Prawdopodobnie już kilka miesięcy później (grudzień 1777) został adiutantem dowódcy wojsk litewskich Adama Kazimierza Czartoryskiego i towarzyszył mu w jego podróżach krajowych i zagranicznych. Wkrótce też zamieszkał przy Czartoryskim, początkowo w Warszawie, a następnie w Puławach. Za namową Czartoryskiego poświęcił się pracom przekładowym w zakresie literatury francuskiej. Towarzyszył mu w licznych podróżach po Europie. Zwiedził kolejno Holandię (1780), Austrię (1781), a następnie, w latach 1783–1785: Francję, Anglię, Niemcy, Włochy, Sycylię i Maltę. W roku 1781 brał udział w otwarciu zreformowanej warszawskiej Szkoły Głównej Wielkiego Księstwa Litewskiego. W roku 1784 był mistrzem i członkiem loży wolnomularskiej Bouclier du Nord. W tym samym roku wyjechał ponownie do Wilna, a 2 lata później (1786) przebywał na Wołyniu. W latach 1787–1788 podróżował do Paryża i Londynu, towarzysząc S.K. Potockiemu. Jako poseł inflancki Sejmu Wielkiego (wybrany w roku 1788, brał w nim czynny udział), aktywny członek Stronnictwa Patriotycznego (od grudnia 1790). 2 maja 1791 roku podpisał asekurację, w której zobowiązał się do popierania projektu Ustawy Rządowej. Współautor (z Hugonem Kołłątajem) projektu Konstytucji 3 Maja (uczestniczył w potajemnych naradach). W 1791 był jednym z założycieli Zgromadzenia Przyjaciół Konstytucji Rządowej. W tym okresie blisko współpracował z Komisją Edukacji Narodowej, a ponadto w lutym roku 1792 objął funkcję przewodniczącego Towarzystwa do Ksiąg Elementarnych. Pełnił funkcję jednego z redaktorów „Gazety Narodowej i Obcej” (od 1 stycznia 1791 do lipca 1792) . Podczas wojny polsko-rosyjskiej 1792 przebywał w obozie księcia J. Poniatowskiego. Po zwycięstwie Targowicy przebywał na emigracji w Niemczech, początkowo w Lipsku, skąd jesienią 1792 wyjechał do Wiednia. W roku 1793 przebywał we Florencji, a na początku roku 1794 dotarł do Rzymu. Na emigracji aktywnie uczestniczył w przygotowaniach do insurekcji. Powrócił do kraju i od czerwca 1794 był adiutantem i sekretarzem Tadeusza Kościuszki podczas insurekcji kościuszkowskiej. Ranny, został wzięty do niewoli po bitwie pod Maciejowicami (10 października 1794) i osadzony (grudzień 1794) w twierdzy Pietropawłowskiej w Petersburgu. Przebywał tam 2 lata, w więzieniu pisząc wiele swoich utworów .
W grudniu 1796 uwolniony przez cara Pawła I, razem z Kościuszką udał się przez Finlandię, Szwecję, Anglię do Stanów Zjednoczonych (dotarł tam w sierpniu 1797), gdzie początkowo zamieszkał w Filadelfii. Podróżował po wschodnich stanach, spotkał się z Waszyngtonem i Jeffersonem, a latem roku 1798 osiadł w Elizabethtown (obecnie część miasta Elizabeth). 2 lipca 1800 poślubił Amerykankę, Susan Livingston Kean, córkę Petera Van Brugh Livingstona, pierwszego skarbnika stanu Nowy Jork, wdowę po Johnie Kean. W roku 1798 wybrany członkiem Amerykańskiego Towarzystwa Filozoficznego, a w 1806 jako pierwszy Polak otrzymał obywatelstwo amerykańskie. Na wiadomość o śmierci ojca, w latach 1802–1804 odwiedził Polskę, a w 1807 wrócił na stałe do kraju. Został wtedy sekretarzem Senatu, wizytatorem szkół (jako członek Dyrekcji Edukacyjnej) i pierwszym prezesem Dyrekcji Rządowej Teatru Narodowego. Od 1802 był członkiem Towarzystwa Przyjaciół Nauk, a od stycznia 1827 jego prezesem.
W 1809 został kawalerem Orderu Świętego Stanisława. W 1812 roku jako członek Towarzystwa Królewskiego Gospodarczo-Rolniczego przystąpił do Konfederacji Generalnej Królestwa Polskiego. Od 1822 osiadł w swych dobrach w podwarszawskim Ursynowie (które chciał pierwotnie nazwać Ameryką), wprowadził tam nowoczesne metody ogrodnictwa i oddał się tam twórczości literackiej. Jego warszawską siedzibą było mieszkanie w bocznej oficynie pałacu Potockich. Urząd sekretarza Senatu pełnił również w Królestwie Kongresowym.
Był przeciwnikiem konspiracji niepodległościowej i zwolennikiem legalizmu. Po wybuchu powstania listopadowego w 1830 wyjechał w misji dyplomatycznej do Londynu. Był członkiem Rady Administracyjnej. 5 grudnia 1830 roku Rząd Tymczasowy Królestwa Polskiego powołał pod jego przewodnictwem kilkunastoosobowy Komitet do Przejrzenia Papierów Policji Tajnej. Jako senator podpisał 25 stycznia 1831 roku akt detronizacji Mikołaja I Romanowa. W czerwcu 1831 roku był senatorem-kasztelanem Królestwa Polskiego. Był członkiem sejmu powstańczego na emigracji. Od września 1833 pozostawał w Paryżu, będąc związanym ze stronnictwem Adama Jerzego Czartoryskiego. Członek władz Związku Jedności Narodowej. Był prezesem Wydziału Historycznego Towarzystwa Literackiego w Paryżu. Pozostawił liczne pamiętniki z każdego okresu życia.

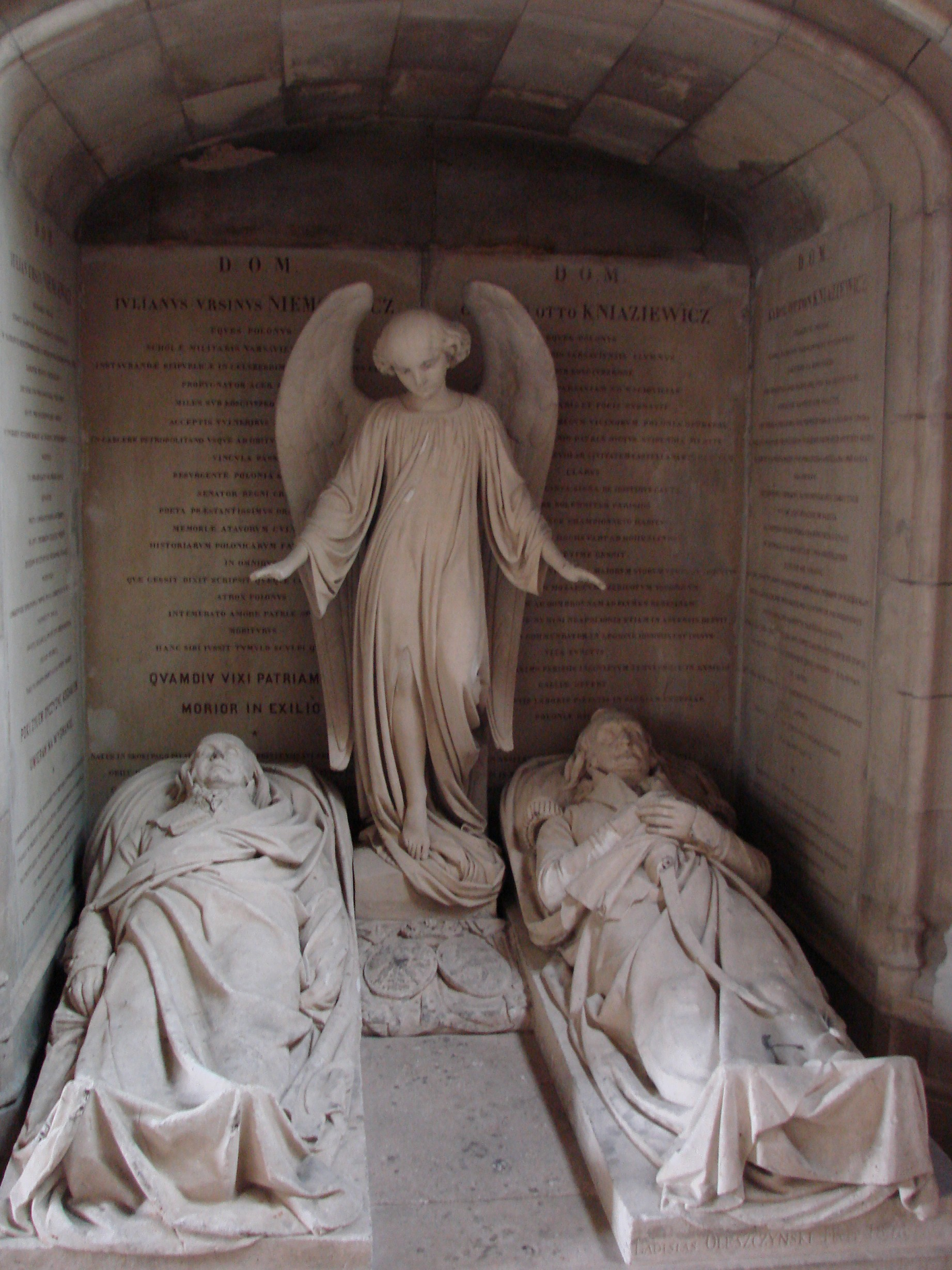
Rzeźba epitafijna Niemcewicza i Kniaziewicza w kolegiacie św. Marcina w Montmorency dłuta Władysława Oleszczyńskiego

Został pochowany w dniu 24 V 1841 r. na Cmentarzu w Montmorency pod Paryżem.
Z postacią Niemcewicza związana jest niezliczona liczba anegdot, które w owym czasie krążyły po Warszawie. Ofiarą jego szyderstw i żartów bywali często sam wielki książę Konstanty oraz inni przedstawiciele władz (np. senator i kasztelan Jan Amor Tarnowski), a także liczni znajomi i przyjaciele. Rozgłaszał w warszawskich salonach m.in., że jest „synem” Kaliksty Rzewuskiej, jego „żona” to Pelagia Mostowska, córka hr. Tadeusza Antoniego Mostowskiego, a ich niesfornym „synem” miał być Józef Lipiński. Kąśliwe uwagi Niemcewicza śmieszyły, ale i wywoływały lęk przed ośmieszeniem w kręgach rządowych i towarzyskich, co zapewniało mu wyjątkową pozycję w ówczesnych wpływowych kręgach społeczeństwa.

## Poglądy
Julian Ursyn Niemcewicz postrzegał Wielkie Księstwo Litewskie, z którego pochodził, jako nierozerwalną część państwa polskiego. Taki punkt widzenia przekazywał w swojej twórczości, wpływając na kształtowanie się w kolejnych pokoleniach Polaków romantycznej wizji „Kresów”, będących częścią Polski. Jan Stanisław Bystroń pisał o nim, że traktował Polskę jako całość, w granicach przedrozbiorowych, (…) z niczego nie rezygnował, jeździł na Ukrainę, na Litwę, na Pomorze, na Ruś Czerwoną jako na ziemie polskie i budził w szerokich sferach czytelników przekonanie, że granice Królestwa Kongresowego nie są granicami Polski. Nieznośny staruszek (…) całe życie pozostawał obywatelem całej niepodzielnej i niepodległej Polski.

## Twórczość

### Charakterystyka
Pozostawił po sobie bogatą i różnorodną twórczość. Wiele utworów było w literaturze polskiej nowatorskimi, m.in. Jan z Tęczyna (1824) jest uznawany za pierwszą polską powieść historyczną . Ogromną popularnością cieszyły się jego bajki, dramaty (szczególnie Powrót posła, 1790), Cykl wierszy Śpiewy historyczne (1816), a niejednokrotnie miały także duży wpływ na opinię publiczną i politykę. W swojej twórczości Niemcewicz podejmował problematykę polityczną (patriotyczną), ubierając ją w formę historyczną lub satyryczną, co decydowało często o ich sukcesie i wpływie .

### Ważniejsze utwory
1. Wojna kobiet. Poemat heroikomiczny w 4 pieśniach, powst. 1774, zaginiony.
2. Wiersz listowny do Szymanowskiego, powst. 1783, wydany pt. Do Józefa Szymanowskiego. Opis podróży na Podole, 1782(!), zobacz poz. 25, t. 1.
3. Do J.W. Stanisława Szczęsnego Potockiego, wojewody ruskiego, w anniwersarz ofiarowanego przezeń Rzeczypospolitej regimentu i 24 harmat. Warszawa 1786, brak miejsca i roku wydania (druk anonimowy, przypisywany także D. Bończy Tomaszewskiemu).
4. Duma o Żółkiewskim, powst. 1786, wyd. (Warszawa 1788 lub 1789); wyd. tytułowe: Dumy polskie (Warszawa 1789?, łącznie z poz. 6); przekł.: czeski (1834), niemiecki (1822).
5. Władysław pod Warną. Tragedia w 5 aktach, powst. 1787–1788, wyd. zobacz poz. 25, t. 1; rękopis zaginął w roku 1794 w Puławach.
6. Duma o Stefanie Potockim (Warszawa 1788), wyd. tytułowe: Dumy polskie (Warszawa 1789?, łącznie z poz. 4); przekł.: angielski (1827), czeski (1834).
7. Sowa, zięba i krogulec. Bajka tłumaczona z perskiego (Warszawa 1788), wyd. następne: „z przydatkiem” 8 wierszy innego autora (Warszawa 1788); przekł. niemiecki (1789).
8. Bajki (polityczne z okresu Sejmu Czteroletniego), powst. 1788–1790, wyd. w dodatku do: Powrotu posła; wyd. 2 Warszawa 1791 (zobacz poz. 10); zawartość: poz. 7; Gmach podupadły, Powieść wyjęta z manuskryptów przeduniowych; Mucha i pszczoła. Bajka z nauką; Brat i siostra. Powieść; Plotki; Kundle. Powieść z francuskiego; Krety; Bekieszka; Okręt[19].
9. Od Polek do marszałka sejmowego i konf. kor. przy publicznym obchodzie święta jego (Warszawa 1789), przedr.: w artykule Opisanie uroczystości danej z okoliczności imienin J.P. Stanisława Małachowskiego... dnia 14 maja r. 1789, „Gazeta Warszawska” 1789, nr 39; L. Kamykowski, jak niżej poz. 20, s. 40–41.
10. Powrót posła. Komedia w 3 aktach (komedia polityczna), Warszawa 1790[20] (styczeń 1791), wyst. Warszawa 15 stycznia 1791; Wilno 1810 (pt. Dawne wspomnienia); wyd. następne: Warszawa 1790 (1791, wyd. „pirackie”); wyd. 2 Warszawa 1791[21] (tu w dodatku przedrukowano poz. 4, 6–8 i Pieśń); przekł. niemiecki (1792).
11. Herostrat. Powieść wierszem, wyd. w: S.J. de Boufflers: Królowa Golkondy, Warszawa 1792, s. 65–70[22] (zobacz Przekłady poz. 4); wyd. następne: zobacz poz. 25, t. 2; poz. 55; zobacz Wydania zbiorowe poz. 1, t. 2; poz. 2, t. 4; (paszkwil na S.Sz. Potockiego).
12. Kazimierz Wielki. Drama w 3 aktach (tragedia), wyst. Warszawa 3 maja 1792, wyd. Warszawa 1792.
13. Forma prawdziwego wolnego rządu przez konfederacją targowicką ułożona. W Tulczynie. Drukiem z Jaryszewa zabranym, nakładem Rzpltej Targowickiej. Roku pierwszego podźwignionej wolności i niepodległości narodu (Warszawa 1792)[23]; także (Lipsk lub Wiedeń 1792)[24]; przedr. „Warta” 1886; przekł. niemiecki (1792)[25].
14. Fragment Biblie targowickiej. Księgi Szczęsnowe. We Frankforcie (Wiedeń 1792)[26]; wyd. następne: Warszawa 1831 (mylnie pod krypt. Kołłątaja: X. H. K.) oraz Treny, to jest narzekania Szczęsnowe (paszkwil polityczny) wersja cyfrowa, s. 705–716.
15. Na hersztów targowickich paszkwil polityczny (Wiedeń 1792), przedr. fragm. I. Chrzanowski: Historia literatury niepodległej Polski, wyd. 10 Kraków 1930, s. 695; całość R. Kaleta, „Ze skarbca kultury” 1951, zeszyt 1, s. 16–19.
16. Obrona wojska moskiewskiego w Polszcze. Przez Iwana Wasilewicza, oficjera w tymże wojsku. W Supraślu (Wiedeń 1793); wyd. także jako utwór J.P. Woronicza w: Poezje patriotyczne (Warszawa 1831).
17. Wiosna, wydana pt. Cum patriam amisi, tum me periisse putato (Wiedeń 1793)[27], wyd. następne: pt. Elegia (Wiedeń 1794?); pt. Wiosna. Elegia 1793, zobacz poz. 25, t. 1.
18. Głupiada. Pieśń 1–2, powst. 1793, z rękopisu wyd. I. Chrzanowski w: Z dziejów satyry polskiej XVIII w., Warszawa 1909, s. 208–220 (paszkwil na: S. Rzewuskiego, S.Sz. Potockiego i F.K. Branickiego).
19. Szuba. Apolog patriotyczny, powst. 1794, wyd. brak miejsca wydania (około roku 1815).
20. Smutki... w więzieniu moskiewskim pisane do przyjaciela, powst. w marcu 1795, wyd. L. Kamykowski, Lublin 1932, „Towarzystwo Przyjaciół Nauk w Lublinie. Prace Komisji Filologicznej” nr 1 (3 elegie; tu także poz. 9; wiersz Do Pawła, 1796, i kilka domniemanych utworów Niemcewicza).
21. Pamiętniki Bielawskiego. Romans polski, powst. w więzieniu Petersburg 1795–1796, nieukończony, tekst nieznany.
22. Konstanty, książę Ostrogskie. Śpiew historyczny, brak miejsca wydania (około roku 1800), wyd. następne: zobacz poz. 54; zobacz Wydania zbiorowe poz. 1, t. 12.
23. Puławy. Poema w 4 pieśniach, powst. w latach 1802–1804, fragm. (z własnymi poprawkami) wyd. F. Morawski, „Przegląd Poznański”, t. 21 (1855), s. 151–176. Całość opublikował Józef Kallenbach: Puławy. Poemat w czterech pieśniach, Brody: Nakładem Feliksa Westa, 1907.
24. Duma o kniaziu Michale Glińskim. Czyt. na posiedzeniu Tow. Warsz. Przyj. Nauk 5 maja 1803, „Rocznik Towarzystwa Warszawskiego Przyjaciół Nauk”, t. 2 (1803), s. 455–459[28]; przekł.: angielski (1827), czeski (1833), niemiecki (1963), rosyjski (1822); inne przekłady zobacz poz. 54.
25. Pisma różne wierszem i prozą, t. 1–2, wyd. T. Mostowski, Warszawa 1803–1805, „Wybór Pisarzów Polskich Pisma Rozmaite Współczesnych Wierszem i Prozą” nr 2–3; zawartość, t. 1[29]: Ważniejsze utwory poz. 2, 4–6, 17, 24; Przekłady poz. 7–8, 11, 13–14; Krótka wiadomość o życiu i sprawach generała Washington; wiersze z lat 1783–1803 i przekł. (m.in. z: B. de Bonnarda, V. da Filicaia, F.F. Frugoni, J.J.L. Pompignana i J. Thomsona), m.in.: Alondzo i Helena. Duma naśladowana z angielskiego; Zima. Duma naśladowana z angielskiego; zawartość, t. 2[30]: Ważniejsze utwory poz. 7–8, 10–11; Przekłady poz. 5–6, 9; ponadto „pisma różne” z lat 1791–1804; 19 nowych bajek; przekłady kilka powieści wschodnich; korespondencja z I. Krasickim; przekł. angielski (brak daty).
26. Cztery pory życia człowieka. Poemat dydaktyczny, powst. 1804–1807 we Francji, na morzu i w Ameryce; całość niewydana; fragm. czytane na posiedzeniu Towarzystwa Warszawskiego Przyjaciół Nauk 9 stycznia 1808 i 11 stycznia 1815 (cały poemat obejmował około 4000 wersów).
27. Iskra. Powieść (bajka wierszem), dat. Drezno 16 września 1807, „Gazeta Korespondenta Warszawskiego i Zagranicznego” 1807 nr 95 „Dodatek” i odb.
28. Mémoire sur le nouveau système des prisons établi dans les États-Unis d’Amerique, powst. 1807, niewydane, autograf Landesbibliothek w Dreźnie, sygn. e 16.
29. Mowa w sprawie monografii historycznych. Wygł. na posiedzeniu Tow. Warsz. Przyj. Nauk w 1808, z autografu wyd. A. Kraushar: Tow. Warsz. Przyj. Nauk, t. 2, Kraków 1902, s. 126–128[31].
30. Mowa na pochwałę Jana Kochanowskiego. Czyt. 10 listopada 1808, „Gazeta Korespondenta Warszawskiego i Zagranicznego” 1808, nr 93 „Dodatek”.
31. Giermkowie króla Jana. Komedia w 1 akcie, z pieśniami. Naśladowana z francuskiego i z odmianami do Teatru Narodowego przystosowana, wyst. Warszawa 23 grudnia 1808, wyd. Warszawa 1808 (utwór jest naśladownictwem komedii M. Dieulafoy, L.E. Dupaty: Les Pages du duc de Vendôme, Paryż 1807; muzyka J. Elsnera 1808 i K. Kurpińskiego 1815).
32. Dzieje współczesne. Pamiętniki wybicia się narodu polskiego od miesiąca października r. 1806 aż do pokoju w Tylży 9 lipca r. 1807. – (Wyswobodzenie Galicji w roku 1809), nieukończone, „Przegląd Poznański”, t. 35 (1863), s. 257–314; autograf znajdował się w bibliotece pałacowej w Rogalinie.
33. Pochwała pogrzebowa Ignacego Potockiego, wygł. 20 grudnia 1809, wyd. Warszawa 1809, przedr. „Rocznik Towarzystwa Warszawskiego Przyjaciół Nauk”, t. 8 (1812), s. 101–122[32].
34. Synonimy polskie. Odezwa do publiczności, „Pamiętnik Warszawski” 1809, t. 1, s. 22 i następne; przedr. A. Kraushar: Towarzystwo Warszawskie Przyjaciół Nauk, t. 3, Kraków 1902, s. 228–231[33].
35. Mowa na publicznym obchodzie pogrzebu Stanisława Nałęcz Małachowskiego, wygł. 5 stycznia 1810, „Gazeta Korespondenta Warszawskiego i Zagranicznego” 1810, nr 5 i wyd. osobne (Warszawa 1810)[34].
36. Dzieje panowania Zygmunta III, króla polskiego, wielkiego księcia litewskiego, ruskiego, pruskiego, [...] dziedzicznego króla Szwedów, Gotów i Wandalów. Czytaj w google books; powst.: 1811–1812, 1815–1816; wydano, t. 1–3, Warszawa (1818–) 1819[35][36]; przekł. niemiecki (1824).
37. Pan Nowina, czyli dom pocztowy. Komedia w 3 aktach wierszem, powst. 1811, wyst. 31 grudnia 1815, wyd. Warszawa 1815[37], wyd. następne: Warszawa 1816.
38. Samolub. Komedia w 5 aktach wierszem, wyst. Warszawa 22 grudnia 1811, wyd. Warszawa 1814[38], przedr. zobacz Wydania zbiorowe poz. 2, t. 2.
39. Dwaj panowie Sieciechowie. Powieść, powst. 1811 (według J. Dihma: 1814), wyd. Warszawa 1815, wyd. następne: wyd. 2 pt. Dwaj Sieciechowie, Warszawa 1817.
40. Powieść wojenna (inc.: Do koni, bracia, do koni...), dat. 28 czerwca 1812, „Gazeta Korespondenta Warszawskiego i Zagranicznego” 1812 nr 52 „Dodatek”, s. 802 (muzyka: K. Kurpińskiego).
41. Oda z okoliczności ogłoszenia Polski dnia 28 czerwca 1812 w Warszawie, „Gazeta Korespondenta Warszawskiego” 1812, nr 66 (jako kantatę muzyczną opracował J. Elsner).
42. Listy litewskie, Warszawa 1812[39]; przedr. „Gazeta Poznańska” 1812; rękopis: Biblioteka Kórnicka, sygn. 1173 (kopia).
43. Coup d’oeil sur la condiute et les desseins des Coalisés, sur leurs vrais intérêts et sur les moyens d’avoir une paix durable, powst. Ratyzbona 1813, wyd. brak miejsca wydania 1813; autograf: Biblioteka Raczyńskich, sygn. 38.
44. Nieszczęścia występnej zalotności. Powieść w listach, powst. Bayreuth 1 marca 1813 – Wilanów 16 sierpnia 1814, niewydana, fragmenty ogł. A. Nowicki, „Przegląd Literacki Dodatek do Kraju” (Petersburg) 1887, nr 50[40], 51[41].
45. Jadwiga, królowa polska. Drama muzyczne w 3 aktach wierszem, wyst. Warszawa 23 grudnia 1814, wyd. Warszawa 1814[42] (2 wydania); muzyka K. Kurpińskiego.
46. Napomknienia względem dobra publicznego, Warszawa 1814.
47. Rozprawa o bajce, czyt. na posiedzeniu Towarzystwa Warszawskiego Przyjaciół Nauk 30 kwietnia i 22 grudnia 1814, „Rocznik Towarzystwa Warszawskiego Przyjaciół Nauk”, t. 10 (1817), s. 291–318[43].
48. Przemowa do bajek, powst. 1814–1815, wyd. B. Gubrynowicz, „Księga pamiątkowa ku czci O. Balzera”, t. 1, Lwów 1925, s. 439–455 i odb.
49. Jan Kochanowski w Czarnym Lesie. Komedioopera we 2 aktach wierszem, powst. 1815, wyst. Warszawa 1 stycznia 1817, wyd. Warszawa 1817 (muzyka K. Kurpińskiego)[44].
50. Zbigniew. Tragedia w 3 aktach, z chórami, powst. 1815, wyst. 5 listopada 1819, wyd. Warszawa 1819 (muzyka K. Kurpińskiego); przekł. francuski (1835).
51. Powóz złamany. Powieść, powst. 1815–1816, niewydana, autograf: Biblioteka Raczyńskich, sygn. 41; rękopis z roku 1820 (kopia) Biblioteka Narodowa (BOZ sygn. 1074).
52. Mowa miana przy ukończeniu popisu z nauk w Konwikcie Wielkim na Żoliborze dn. 31 lipca 1816 r., Warszawa 1816.
53. O więzieniach publicznych, czyli domach pokuty, rzecz krótka, powst. 1816, wyd. Warszawa 1818[45], autograf: Biblioteka Raczyńskich, sygn. 38.
54. Śpiewy historyczne (jedna z najpopularniejszych książek polskich XIX wieku, na której wychowywały się pokolenia młodzieży), większość powstała w latach 1808–1811, Pogrzeb księcia Józefa Poniatowskiego w 1814; zbiór przygotowano do wydania w roku 1811, włączając doń dumy – zobacz pozycje 4, 6, 22, 24; sześć śpiewów ogłosił „Pamiętnik Warszawski” 1809, t. 1–3; trzy śpiewy przedrukowała „Gazeta Korespondenta Warszawskiego i Zagranicznego” 1809 nr 27 „Dodatek”; Śpiew o Władysławie Łokietku przedrukoewano w zbiorze: Pieśni narodowe z różnych autorów polskich zebrane, Warszawa 1812, s. 34–47[46]; wyd. osobne całości: Warszawa 1816 (nakł. 1500 egz.; z nutami i rycinami); przekł.: francuski (1833), niemiecki (1833), rosyjski (brak daty).
55. Bajki i powieści, t. 1–2, Warszawa 1817, wyd. następne: wyd. 2 („Edycja druga, do której przydane są nowe i nie wydane jeszcze bajki, powieści, dumy i inne rymy”), t. 1–2, Warszawa 1820; przekł.: angielski (1827), francuski (1839), rosyjski (1957).
56. Bohdan Chmielnicki. Tragedia w 5 aktach, powst. 1817, nieukończona, niewydana; fragm. i streszczenie ogł. I. Chrzanowski, „Pamiętnik Literacki” rocznik 5 (1906), s. 437–459.
57. Rok 3333, czyli sen niesłychany, powst. 1817, wydana pt. Rok 3333, czyli sen niesłychany[47], „Przegląd Poznański”, t. 26 (1858), s. 346–356.
58. Modne życie pod schodami. Komedia w 2 aktach, naśladowana z angielskiego, powst. 1817, wyst. 4 kwietnia 1830, wydana pt. Ton modny pod schodami, Warszawa 1830 „Teatr Rozmaitości” nr 1[48].
59. Nasze Verkehry. Ekloga dramatyczna, powst. 1818, wydano pt. Nasze przebiegi, „Przegląd Polski” 1873, t. 4, z. 10, s. 72–81[49] i wyd. osobne Kraków 1873[50].
60. Piast. Tragedioopera w 3 aktach, powst. 1818–1819, niewydana i niewystawiona, tekst nieznany w XX w., muzykę prawdopodobnie skomponował w roku 1822 F. Mirecki; rękopisy znajdowały się w bibliotece pałacowej w Rogalinie i w Bibliotece Zamoyskich, sygn. 39 A, t. 2.
61. Próżny (Graf Purchawka). Komedia w 5 aktach, powst. 1819, wyd. M. Witkowski w zbiorze: Miscellanea z doby Oświecenia nr 2, Wrocław 1965 „Archiwum Literackie” nr 9.
62. Podejrzliwy. Komedia w 5 aktach wierszem, powst. 1819, wyst. i wydano Warszawa 1831; autograf: Biblioteka Raczyńskich, sygn. 39, 41.
63. Kiejstut. Tragedia w 5 aktach, powst. 1820, wyd. T. Pazdanowski, „Przegląd Polski” 1901, t. 1, s. 181–204, 363–397; odpis autoryzowany rękopis: Biblioteka Czartoryskich, sygn. 2488.
64. Lejbuś i Sióra. Romans żydowski, powst. 1820, wydano pt. Lejbe i Siora, czyli listy dwóch kochanków, t. 1–2, Warszawa 1821 (w t. 2, Przekłady poz. 18); wyd. następne: Kraków 1837; przekł.: angielski (1830), holenderski (1825), niemiecki (1825)[51].
65. Żywot Tadeusza Rejtana, ogł. A. Chodkiewicz w: Potrety wsławionych Polaków, Warszawa 1820; przedr. „Sybilla Nadwiślańska” nr 3 1821, s. 181–191.[52]
66. Monseigneur Staś. Komedia, powst. 1821–1823, tekst nieznany, rękopis znajdował się w bibliotece pałacowej w Rogalinie.
67. Jan z Tęczyna. Powieść historyczna , powst. 1821–1823, wydano t. 1–3, Warszawa (1824–) 1825; wyd. następne: t. 1–2, Lipsk 1838; przekł.: holenderski (1829), niemiecki (1828).
68. Dumania w Ursynowie. Poemat w 5 częściach, powst. w latach 1825–1826; niewydany; fragmenty (36 wersów) „Przegląd Poznański”, t. 26 (1858), s. 38; inne fragm. (199 wersów) ogł. A.J. Czartoryski w: Żywot J.U. Niemcewicza, Paryż 1860.
69. Mniemana sierota, czyli obraz czasów. Powieść, powst. 1825–1829; wyd. Warszawa 2016, fragm. I redakcji „Przegląd Poznański”, t. 26 (1858), s. 47–64, 140–170; autograf: Biblioteka Narodowa (BOZ, sygn. 1055)[53].
70. Napomknienia J.O. Księciu Imci Lubeckiemu jadącemu do Petersburga, powst. około roku 1825, „Przegląd Poznański”, t. 35 (1863), s. 314–318; autograf znajdował się w bibliotece pałacowej w Rogalinie.
71. Prometeusz. Poema, powst. 1826, wyd. J.N. Bobrowicz, Lipsk 1854[54]; wyd. następne Bruksela 1862 „Biblioteka Domowa”.
72. Obraz życia i czynów Stanisława Staszica, powst. 1827, „Rocznik Towarzystwa Warszawskiego Przyjaciół Nauk”, t. 20 (1828), s. 43–60.[55]
73. Władysław Bojomir. Powieść, nieukończona, powst. około 1827–1828, wyd. Warszawa 2009, streszcz. podał A.M. Kurpiel, „Pamiątkowa księga 1866–1906. Prace byłych uczniów S.hr. Tarnowskiego”, t. 1, Kraków 1904, s. 131–173.
74. Moje przemiany. Poemat cz. 1–3, powst. około 1828–1829, niewydany, fragm. i streszczenie podał „Przegląd Poznański”, t. 26 (1858), s. 39–41.
75. Dyliżans. Krotochwila w 1 akcie, powst. 1829 (1830?), wyst. Warszawa 1830 (zimą, u Aleksandry Potockiej, amatorsko), ogł. „Kurier Poznański” 1872: nr 201, 203, 205, 211; wyd. osobne Poznań 1880.
76. Dwa stołki. Komedia w 5 aktach, powst. 1830, niewydana, rękopis: Biblioteka Czartoryskich, sygn. 3461.
77. Pieśń Dawida z rozdz. XXII Ks. Regum, czyt. 3 maja 1831 na posiedzeniu Towarzystwa Warszawskiego Przyjaciół Nauk, „Kurier Polski” 1831, nr 504.
78. Nadzieja. Powieść (wierszem), czyt. 3 maja 1831 na posiedzeniu Towarzystwa Warszawskiego Przyjaciół Nauk, „Przegląd Lwowski” 1872, t. 3, s. 400–402.
79. Treny wygnańca, dat. 24 stycznia 1832, „Bard Nadwiślański” (Avignon) 1833, nr 3; wyd. osobne Lipsk (Lwów; tajny druk Ossolineum) 1833[56].
80. Ostatnie słowo do ziomków moich, „Pamiętniki Emigracji” z: „Kazimierz II Jagiellończyk”, dat. 15 maja 1833; wyd. osobne (Lwów) 1833 (bez karty tytułowej; tajny druk Ossolineum).
81. List do Kniaziewicza, jenerała wojsk polskich, napisany we Francji roku 1834 w czasie pobytu obydwóch w Montmorency (wiersz), brak miejsca wydania (1834), wyd. 2 (1835)[57]; fragmenty ogł. „Kroniki Emigracji Polskiej” 1834, t. 2, s. 147; przekł.: angielski (1854), francuski (1835).
82. Biographie du prince Adam Georges Czartoryski, exprésident du gouvernement national de Pologne, wyd. J. Straszewicz, Paryż 1835; wyd. następne Londyn 1853.
83. Moje marzenia, powst. w latach 1835–1836, fragm. i streszczenia podał A.M. Kurpiel, „Pamiętnik Literacki” rocznik 12 (1913), s. 78 i następne; cz. 2–6 (na podst. odpisów S. Pigonia i I. Chrzanowskiego, fragm. ogłoszonego przez Kurpiela oraz rękopisów i mikrofilmu brulionów cz. 2–5) wyd. J. Komar w zbiorze: Miscellanea z doby Oświecenia nr 2, Wrocław 1965 „Archiwum Literackie” nr 9.
84. Oda na podniesienie obelisku w Paryżu dnia 26 października 1836, Paryż 1837[58], przekł. francuski (1837).
85. Congrès. Dramat polityczny prozą, powst. około roku 1837, nieukończony, niewydany, autograf: Biblioteka Polska w Paryżu, sygn. 495.
86. Zofia z Czartoryskich Zamoyska, „Kronika Emigracji Polskiej” 1837, t. 6, s. 65–72 i wyd. osobne: Zofia Zamoyska, Paryż 1837[59]; przedr. L. Dębicki: Puławy, t. 4, Lwów 1888, s. 329–336[60].
87. Powieść bez tytułu z czasów powstania listopadowego, powst. 1839, nieukończona, niewydana; streszcz. podał A.M. Kurpiel, „Pamiątkowa księga 1866–1906...”, jak wyżej poz. 73.
88. Żywoty znacznych w XVIII w. ludzi, powst. w latach 1839–1840, wyd. A.M. Kurpiel: fragm. „Czas” nr z 7 sierpnia 1902[61]; całość wyd. osobno Kraków 1904.
89. Wspomnienie. (Przedmowa do poematu A.J. Czartoryskiego: „Bard polski”), dat. 19 marca 1840, ogł. K. Sienkiewicz[62]: Skarbiec historii polskiej, t. 1, Paryż 1840, s. 465; wyd. następne przy edycjach „Barda”: Paryż 1840; Paryż 1860; Brody 1912[63].
90. O wolnym mularstwie w Polszcze, wyd. J. Wagnerówna, Kraków 1930 „Prace Historyczno-Literackie” nr 36 (autorstwo sporne: S. Małachowski-Łempicki przypisuje utwór J. Wilczewskiemu).
91. Oblężenie Warszawy w roku 1792. Komedia, brak roku i miejsca wydania (według „Gazety Rządowej” 1794, nr 114, s. 474: przy wziętym do niewoli pod Maciejowicami Niemcewiczu znaleziono rękopis komedii pt. Powrót z tamtego świata).
92. Pamiętniki i dzienniki: a) Pamiętniki czasów moich, powst. 1823–1838, wyd. Paryż 1848, przekł. angielski (1932); b) Dziennik podróży do Włoch w 1784, autograf zaginął w roku 1812 w Neplach; c) Przypomnienia moje. Więzienie moje w krępości nad Nerwą, powst. w marcu 1833, niewydane; d) Bitwa pod Maciejowicami, powst. w Ameryce około roku 1800, „Pamiętniki z XVIII w.”, t. 2, Poznań 1862, s. 51–61; e) Notes sur ma captivité en Russie, powst. 1800, wyd. K. Sienkiewicz, Paryż 1843, przekł.: angielski (1844), niemiecki (1843), rosyjski (1895); f) Dziennik z 1796–1799. Pisany po franc. i pol., przekł.: polski (1858), angielski (1902); g) Dziennik pięciotygodniowej żeglugi z Ameryki do Europy (4 lipca do 6 sierpnia 1802), tekst nieznany; h) Notatnik z 1804, niewydany; i) Notatnik 1804–1807. Dziennik drugiej podróży do Ameryki, wyd. W.W. (Wisłocki), „Przegląd Lwowski” 1873, zeszyty 1–20[64], przekł. angielski (1932); j) Voyage à Niagara (1805); przekł.: polski (1917), angielski (1960); k) Dziennik kieszonkowy (12 czerwca do 9 listopada 1807), wyd. Wrocław 1960; l) Pamiętnik o czasach Księstwa Warszawskiego (1807–1809), wyd. Warszawa 1902; m) Pamiętniki 1811–1820, wyd. J.I. Kraszewski, t. 1–2, Poznań 1871[65]; n) Juljana Ursyna Niemcewicza, podróże historyczne po ziemiach polskich między rokiem 1811 a 1828 odbyte Czytaj, wyd. Paryż 1858; o) Pamiętniki z 1820–1828, autograf: Biblioteka Czartoryskich, sygn. 3514; p) Dziennik z 1822–1831, autograf: Biblioteka Narodowa (BOZ, sygn. 919);) Pamiętniki z 1830–1831 cz. 1–3, cz. 1 i 3 wyd. A.M. Kurpiel, Kraków 1909; s) Dziennik od 12 lipca 1831 do 31 grudnia 1840, całość niewydana; t) Urywek z pamiętnika, autograf znajdował się w Bibliotece Narodowej (zniszczony w 1944), przekł. rosyjski (1903).

Ponadto wydano liczne mowy sejmowe i okolicznościowe, zobacz Estreicher: II (1874) 571; III (1876) 227–231; VI (1881) 543; XXIII (1910) 116 – Mowy na Sejmie Czteroletnim wydano w: Diariusz Sejmu Ordynaryjnego, Warszawa 1788–1791; Zbiór mów i pism niektórych w czasie sejmu stanów skonfederowanych r. 1788/1789 i 1790, t. 1–12, Wilno brak roku wydania – Wystąpienia w sejmie i senacie powstańczym w 1830–1831 wyd w: Diariusz sejmu z r. 1830–1831, wyd. M. Roztworowski, t. 1–3, Kraków 1907–1909; Diariusz senatu z r. 1830–1831, wyd. S. Pomarański, Kraków 1930 „Archiwum Komisji Historycznej PAU” seria II, t. 2 (14) – Niektóre mowy wyd. A.J. Czartoryski: Żywot J.U. Niemcewicza, Paryż 1860 (tu także wiersze) – Dwie mowy (z 30 marca 1789 i Głos na sesji sejmowej d. 16 września 1790 o sukcesji) wyd. A. Małecki w: Wybór mów staropolskich świeckich, Kraków 1860 – Rękopis mów sejmowych z XVIII w. posiada Biblioteka Czartoryskich, sygn. 2252 – Odezwy, sprawozdania i pisma ogłaszane przez Niemcewicza jako prezesa Towarzystwa Przyjaciół Nauk zobacz „Roczniki Towarzystwa Warszawskiego Przyjaciół Nauk” 1827–1830 oraz A. Kraushar: Towarzystwo Warszawskie Przyjaciół Nauk, t. 1–8, Kraków 1900–1906; fragm. sprawzodania wygłoszonego na posiedzeniu 30 kwietnia 1830 przedr. S. Kawyn pt. Stanowisko w sporze między romantykami i klasykami, Lublin 1947, s. 61–64; przedr. także w: Walka romantyków z klasykami, Wrocław (1963) „Biblioteka Narodowa” seria I, nr 183 – Pióra Niemcewicza są także niektóre publikacje organizacyjne paryskiego Wydziału Historycznego (np. Uwiadomienie o zamiarach Wydziału Historycznego i o sposobach ich wykonania, Paryż 1839).
Artykuły i mowy Niemcewicza znajdują się także w wydaniach: Przekłady poz. 2–4 oraz w czasopismach: „Astrea” (1821), „Biblioteka Konwersacyjna”, „Bluszcz” (1917 nr 28–29), „Feniks. Nowe pismo emigracji polskiej” broszura pt. Powstanie polskie (dat. 30 kwietnia 1833), „Flora” (1822, s. 23), „Gazeta Korespondenta Warszawskiego i Zagranicznego”, „Gazeta Krakowska”, „Gazeta Narodowa i Obca” (współwydawca i redaktor w latach 1791–1792), „Gazeta Polska”, „Gazeta Poznańska” (1813 nr 6), „Gazeta Warszawska” (tu: odpowiedź na paszkwil Allgemeine Zeitung, 5 marca 1808; 1810; 1811 nr 46), „Goniec Krakowski” (1831 nr 10, 19), „Journal de Varsovie” (1807), „Korespondencja Obywatelska” (redakcja 1791), „Kroniki Emigracji Polskiej” (1834–1839), „Kurier Polski” (1831 nr 412), „Kurier Poznański” (1910 nr 229, 1919 nr 299), „Kurier Warszawski” (1830 nr 120), „Melitele” (1829, 1837), „Nowy Pamiętnik Warszawski” (1803 t. 10), „Orędownik Naukowy” (1841 nr 361), „Orzeł Biały” (1820 nr 7), „Pamiętnik Emigracji Polskiej” (1809 t. 2 nr 5–6, 1815 t. 1, 1816 t. 3), „Polak Sumienny”, „Le Polonais” (1833–1837), „Przegląd Literacki” (1897 nr 13), „Przegląd Lwowski” (1872 t. 3–4), „Przegląd Poznański” (1857 t. 23), „Roczniki Towarzystwa Warszawskiego Przyjaciół Nauk” (1821 t. 14, 1824 t. 17), „Skarbiec historii Polski”, t. 1 Paryż 1840, „Sybilla Nadwiślańska” (1821), „Tygodnik Polski” (1819 t. 4), „Wiestnik Jewropy” (ros. 1821 nr 120), „Wanda” (1820–1822), „Wiadomości Krajowe i Emigracyjne” (1837 nr 24), „Wybór pięknych dzieł muzycznych i pieśni polskich” (Warszawa 1803–1805).
W czasie swego pobytu w Anglii (1831–1833) Niemcewicz publikował artykuły, utwory i przekłady (na jęz. angielski) w licznych tamtejszych czasopismach, m.in.: „Edinburgh Review”, „Morning Chronicle”, „The Polish Hull Record”, „Polonia”, „Times”.
Z rękopisów Niemcewicza utwory w całości lub fragmentach oglaszali także: W. Mickiewicz: Korespondencja A. Mickiewicza, wyd. 4, t. 1, Paryż 1874 – A.M. Kurpiel: Dwie nieznane powieści J.U. Niemcewicza, „Pamiątkowa księga 1866–1906. Prace byłych uczniów S.hr. Tarnowskiego”, t. 1, Kraków 1904; „Słowo Polskie” 1906 nr 585 – I. Chrzanowski: Treny wygnańca, „Myśl Polska” 1907 nr 34; przedr. w: Z epoki romantyzmu, Kraków 1918 – A.M. Kurpiel: Nieznane utwory J.U. Niemcewicza, „Pamiętnik Literacki” rocznik 7 (1908), rocznik 12 (1913) – B. Gubrynowicz: Z nieznanych autografów J.U. Niemcewicza, „Księga pamiątkowa ku czci O. Balzera”, Lwów 1925 – J. Kott: Trembeciana, „Pamiętnik Literacki” rocznik 41 (1950) zeszyt 3/4 – M. Witkowski: Misja J.U. Niemcewicza do Miechowa i Krakowa w r. 1831, w zbiorze: Miscellanea z okresu romantyzmu, Wrocław 1956 „Archiwum Literackie” nr 1 – J. Odrowąż-Pieniążek: Un Poeme canado-american de J.U. Niemcewicz, „Etudes Slaves et Est-Europeenne” (Montreal), t. 7 (1962) zeszyt 1–2 – J. Odrowąż-Pieniążek: Materiały niemcewiczowskie w Bibliotece Polskiej i Muzeum Mickiewicza w Paryżu, w zbiorze: Miscellanea z l. 1800–1850, Wrocław 1963 „Archiwum Literackie” nr 7 – R. Kaleta: Pieśń J.U. Niemcewicza napisana w setną rocznicę zwycięstwa wojsk polskich pod Wiedniem, w zbiorze: Miscellanea z doby Oświecenia nr 2, Wrocław 1965 „Archiwum Literackie” nr 9.
Wiersz Niemcewicza Do Polek został błędnie włączony do poezji Kniaźnina w wyd. F.D. Kniaźnin: Poezje, t. 2, Wilno 1820, s. 47.
Przedruki wierszy Niemcewicza znajdują się w licznych antologiach, m.in.: W. Borowy: Od Kochanowskiego do Staffa. Antologia liryki polskiej, Lwów 1930 i wyd. następne; J. Kott, A. Ważyk: Wiersze, które lubimy, Warszawa 1951; P. Hertz, jak wyżej poz. 20; C. Zgorzelski, jak wyżej poz. 4.

### Przekłady
1. Voltaire: Henriada. 2 pieśni, przekład powst. 1777, niezachowany.
2. N. Baudot de Juilly: Historia sekretna Jana de Bourbon, książęcia z Karansi cz. 1–2, Warszawa 1779 (przekł. rozpoczęty w roku 1777; z wierszem dedykowanym A.K. Czartoryskiemu).
3. Ch.R. de Caumont de La Force: Historia Małgorzaty z Walezji, królowej Nawarry, t. 1–4, powst. 1778–1781, wyd. Warszawa 1781 (tu także kilka wierszy)[66]; wyd. następne Kraków 1807.
4. S.J. de Boufflers: Królowa Golkondy. Powieść, powst. 1781, wyd. Warszawa 1792 (tu także: Herostrat, zob. Ważniejsze utwory poz. 11, oraz: Hymn do piękności; Tancerz na linie)[67].
5. C.A. Guerin de Tencin, A. de Pont de Veyle: Oblężenie miasta Kale. Wiadomość historyczna, Wilno 1782.
6. Jan Potocki: Podróż do Turek i Egiptu, z przydanym dziennikiem podróży do Holandii podczas rewolucji 1787, Warszawa 1789; wyd. następne: Podróż do Turcji i Egiptu, wyd. Ż. Pauli, Kraków 1849; wyd. P. Smolik, Kraków 1924; wyd. L. Kukulski w: Podróże, Warszawa 1959 (przekł. poprawiony).
7. Alexander Pope: Pukiel włosów ucięty, powst. od 10 listopada do 10 grudnia 1795 w więzieniu w Petersburgu, fragmenty ogł. F.K. Dmochowski w: I. Krasicki: Dzieła poetyckie, t. 3, Warszawa 1803, s. 429–462; całość zobacz Ważniejsze utwory poz. 25, t. 1; wyd. następne zobacz Wydania zbiorowe poz. 1, t. 3; poz. 2, t. 1; autograf: Biblioteka Raczyńskich, sygn. 41 (pt. Pierścień włosów przerwany).
8. S. Johnson: Historia Rasslasa, królewicza Abisynii, powst. 1795–1796, jak wyżej poz. 7; wyd. zobacz Ważniejsze utwory poz. 25, t. 1; wyd. następne zob. Wydania zbiorowe poz. 1, t. 10.
9. J. Racine: Atalia, powst. jak wyżej poz. 8; wyd. zobacz Ważniejsze utwory poz. 25, t. 2; wyd. następne zobacz Wydania zbiorowe poz. 1, t. 6; wyst. Warszawa 13 stycznia 1816; autograf: Biblioteka Kórnicka, sygn. 480.
10. B. de Saint-Pierre: Chatka indyjska, powst. jak wyżej poz. 8, przekład niezachowany.
11. Voltaire: Co się damom podoba?, powst. i wyd. jak wyżej poz. 8; wyd. następne zobacz Wydania zbiorowe poz. 1, t. 3; poz. 2, t. 1.
12. Plutarch: Życie Katona, powst. jak wyżej poz. 8, przekład niezachowany.
13. A. Pope: Moc muzyki. Oda. Dzieło... w sposobie naśladowniczym przełożone, „Gazeta Warszawska” 1801 nr 65; „Nowy Pamiętnik Warszawski” 1801 zeszyt 3, s. 233–237; wersja zmieniona wyd. zobacz Ważniejsze utwory poz. 25, t. 1; wyd. następne zobacz Wydania zbiorowe poz. 1, t. 3; poz. 2, t. 1.
14. T. Gray: Elegia pisana na cmentarzu wiejskim, „Rocznik Towarzystwa Warszawskiego Przyjaciół Nauk”, t. 2 (1803), s. 460 i następne; zobacz Ważniejsze utwory poz. 25, t. 1; wyd. następne zobacz Wydania zbiorowe poz. 1, t. 3; poz. 2, t. 1.
15. H. Blair: Kazania, przekł. ukończony w 1807, niewydany, autograf: Biblioteka Narodowa (BOZ, sygn. 918).
16. J. Dryden: Uczta Aleksandra, albo władza muzyki. Oda na cześć św. Cecylii, czyt. na posiedzeniu Towarzystwa Przyjaciół Nauk 22 lipca 1809, „Rocznik Towarzystwa Warszawskiego Przyjaciół Nauk”, t. 8 (1812), s. 247–255; wyd. następne zobacz Ważniejsze utwory poz. 55, t. 2; zobacz Wydania zbiorowe poz. 1, t. 3.
17. H.P. Brougham: Odezwa do sprzymierzeńców i narodu angielskiego o przywrócenie Królestwa Polskiego, powst. 1814, niewydana, autograf: Biblioteka Raczyńskich, sygn. 15, 38, 107; rękopis: Biblioteka Jagiellońska, sygn. 3780.
18. J. Flavius: Opisanie kościoła Salomona przed zburzeniem go przez cezara Tyta Wespazjana – Historia Sabatei Sewi, sławnego oszusta, wyd. zobacz Ważniejsze utwory poz. 64, t. 2.
19. B. O’Connor: History of Poland, przekł. skrócony, wyd. zobacz Prace edytorskie poz. 1, t. 4; autograf: Biblioteka Narodowa (BOZ, sygn. 1314).
20. Q.F. Horatius: Ody, satyry i listy. Przekłady i naśladowania, powst. 1830–1839, wyd. Jako: Pisma pośmiertne, t. 1, Lipsk 1867 (tu także przekł. z Lukrecjusza i Wergiliusza).
21. F.R. Lamennais: Do Polski. Hymn, „Polonia” (Londyn) 1832 nr 2, s. 88 i następne.
22. U. Foscolo: Groby, przekład powst. 12–26 stycznia 1840, wyd. T. Ulewicz w zbiorze: Miscellanea z okresu romantyzmu, Wrocław 1956 „Archiwum Literackie” nr 1, s. 56–63; autograf: Biblioteka Polska w Paryżu, sygn. 492; kopia I. Chrzanowskiego w zbiorach S. Pigonia.
23. utwory Lewisa, Percy’ego, Foscola.

Przekłady Niemcewicza znajdują się także w wydaniach zbiorowych utworów (zobacz Ważniejsze utwory poz. 25, 55), w Pracach edytorskich (poz. 1) i w czasopismach: „Feniks. Nowe pismo emigracji polskiej” broszura pt. Powstanie polskie (dat. 30 kwietnia 1833), Melitele (tu: T. Campbell: Ostatni człowiek, 1829), „Nowy Pamiętnik Warszawski” (tu m.in.: A. Pope: Modlitwa powszechna, 1802, t. 8, s. 248–249), „Rocznik Towarzystwa Warszawskiego Przyjaciół Nauk”.

### Prace edytorskie
1. Zbiór pamiętników historycznych o dawnej Polszcze. Z rękopismów tudzież dzieł w różnych językach o Polszcze wydanych, wraz z listami oryginalnymi królów i znakomitych ludzi w kraju naszym, t. 1–4, Warszawa 1822; t. 5, Puławy 1830; wyd. następne: t. 1–5, wyd. J.N. Bobrowicz, Lipsk 1838–1840 (teksty obcojęzyczne w przekł. Niemcewicza; t. 6 wyd. K. Słotwiński, Lwów 1833)[69].
2. Diariusz senatu sejmu Królestwa Polskiego 1825, t. 1–3, Warszawa 1828.

### Wydania zbiorowe
1. Dzieła poetyczne wierszem i prozą, wyd. J.N. Bobrowicz, t. 1–12, Lipsk 1838–1840; zawartość t. 1: Rozprawa o bajce; Bajki – t. 2: Bajki – t. 3: przekł. z Pope’a; Różne wiersze; Powieści wschodnie; Listy – t. 4: Pan Nowina; Powrót posła; Jan Kochanowski w Czarnym Lesie – t. 5: Giermkowie króla Jana; Zbigniew; Jadwiga królowa polska; Kazimierz Wielki – t. 6: Racine: Atalia; Władysław pod Warną; Różne wiersze; Ułomki z poema Cztery pory życia ludzkiego – t. 7: Lejbe i Siora; Opisanie kościoła Salomona – t. 8: Jan z Tęczyna t. 1–9: Jan z Tęczyna, t. 2; Dowody historyczne (tu m.in.: listy Zygmunta Augusta); Jan Kochanowski; Pamiątka... hrabi na Tęczynie – t. 10: Johnson: Historia Rasslasa; Dwaj Sieciechowie – t. 11: Krótka wiadomość o życiu i sprawach generała Washington; O więzieniach publicznych, czyli domach pokuty – t. 12: Śpiewy historyczne; Mowy pochwalne i pogrzebowe; Obraz życia i czynów Stanisława Staszica.
2. Dzieła, wyd. K. Bartoszewicz, t. 1–5, Kraków 1883–1886 „Wydawnictwa K. Bartoszewicza” nr 17–21; zawartość t. 1: Powieści poetyczne; A. Pope: Pukiel włosów ucięty; Voltaire: Co się damom podoba?; Wiersze różne – t. 2: Powrót posła; Giermkowie króla Jana; Pan Nowina; Jan Kochanowski w Czarnym Lesie; Samolub – t. 3: Kazimierz Wielki; Władysław pod Warną; Zbigniew; Jadwiga; Lejbe i Siora cz. 1 – t. 4: Lejbe i Siora cz. 2; Bajki – t. 5: Jan z Tęczyna.
3. Bajki oryginalne, wyd. K. Bartoszewicz, Kraków 1885[70].
4. Wybór poezji, Warszawa 1909 „Biblioteka Uniwersytetu Ludowego i Młodzieży Szkolnej” nr 105; wyd. następne: Warszawa 1922 (wybór: 9 ballad, 9 bajek i 7 wierszy różnych)[71].

### Listy i materiały
1. Do K. Radziwiłła z 15 listopada 1782, „Kurier Warszawski” 1902 nr 303[72].
2. Do I. Czartoryskiej z lat 1786–1802, rękopis: Biblioteka Czartoryskich, sygn. 1961 – Prawdopodobnie z roku 1804, rękopis: Biblioteka Narodowa, nr akc. 6939 (z Archiwum Wilanowskiego, sygn. 216).
3. Do Aleksandry Potockiej 55 listów z lat 1787–1831, rękopis: Archiwum Główne Akt Dawnych (Archiwum Wilanowskie, sygn. 293).
4. Do S. Małachowskiego 2 listy z lat 1788–1791, ogł. B. Gubrynowicz, „Ruch Literacki” 1932, s. 17–19 – List ze stycznia 1791, druk. Jako dedykacja do wyd.: Powrót posła, Warszawa 1791 (zobacz Ważniejsze utwory poz. 10).
5. Do F. Oraczewskiego z 7 września 1789, rękopis: Archiwum Uniwersytetu Jagiellońskiego, sygn. 6, ogł. L. Kamykowski, „Ruch Literacki” 1931 nr 8, s. 243–244.
6. Do I. Krasickiego 2 listy z lat 1790–1791, wyd. zobacz Ważniejsze utwory poz. 25, t. 2; przedr. Z. Goliński, M. Klimowicz, R. Wołoszyński w: Korespondencja Ignacego Krasickiego, t. 2, Wrocław 1958, s. 447–448, 507–508.
7. Do I. Potockiego z lat 1791–1792, rękopis: Ossolineum, sygn. 1855/II; fragm. 2 listów cyt. A. Goriaczko: Gazeta Narodowa i Obca, Wrocław 1953 „Instytut Badań Literackich. Studia Historyczno-Literackie” nr 12 (s. 27–31) – 57 listów, rękopis: Archiwum Główne Akt Dawnych (Archiwum Wilanowskie, sygn. 280); fragm. z lat 1792–1794 ogł. E. Kipa, „Pamiętnik Literacki” rocznik 48 (1957), zeszyt 1 – List z 29 marca 1803, „Archiwum Wróblewieckie” zeszyt 3, Poznań 1878, s. 24 (datowane błędnie: 1813) – Prawdopodobnie z roku 1804, rękopis: Biblioteka Narodowa, nr akc. 6939 (z Archiwum Wilanowskiego, sygn. 216).
8. List z 24 grudnia 1793, rękopis: Biblioteka Czartoryskich, sygn. 2457.
9. Do A.K. Czartoryskiego z lat 1793–1823, rękopis: Biblioteka Czartoryskich (Archiwum Domowe, Ew. XVII/1109); fragm. cytował A. Aleksandrowicz: J. U. Niemcewicz w Puławach, „Rocznik Lubelski”, t. 3 (1960) i odb.; fragmenty z lat 1793–1806 ogł. L. Dębicki: Puławy, t. 3, Lwów 1888, rozdz. 5 – List z 6 lutego 1798, rękopis: Biblioteka Narodowa, sygn. 2674, ogł. A. Wellman-Zalewska w: Podróże po Ameryce (zobacz Ważniejsze utwory poz. 92 f), s. 431–434 – Bruliony listów prawdopodobnie z roku 1804, rękopis: Biblioteka Narodowa, nr akc. 6939 (z Archiwum Wilanowskiego, sygn. 216).
10. Do Aleksandra Potockiego (koniuszego) w zbiorze listów z lat 1795–1827, rękopis: Archiwum Główne Akt Dawnych (Archiwum Wilanowskie, sygn. 286).
11. Do cara Pawła I z 25 czerwca 1797, „Postęp” (Wiedeń) 1860, zeszyt 2, s. 37–38.
12. Do A. Linowskiego z 17 czerwca 1797 (z dopiskiem T. Kościuszki), rękopis: Biblioteka Polska w Paryżu, sygn. 48; ogł. „Kurier Warszawski” 1914 nr 46[73]; przedr. „Kurier Lwowski” 1914 nr 56[74].
13. Do G. Washingtona z 14 czerwca 1798, ogł. E. Kusielewicz, „Polish Review” 1958; przedr. „J. U. Niemcewicz w Ameryce”, Nowy Jork 1961, s. 62–63.
14. Do T. Jeffersona 7 listów z lat 1798–1810, ogł. W.M. Kozłowski, „Biblioteka Warszawska” 1906, t. 4, s. 272–280 – 14a. Do żony Zuzanny w Ameryce ponad 200 listów z lat 1799–1833, autografy w zbiorach rodziny Kean w Elizabeth.
15. Do T. Matuszewicza z roku 1802, „Nowy Pamiętnik Warszawski”, t. 3 (1802); fragmenty przedr. J.W. Gomulicki, „Nowe Książki” 1959 nr 15.
16. Do R. LivingStone’a z 14 maja 1803, ogł. E. Kusielewicz, „J. U. Niemcewicz w Ameryce”, Nowy Jork 1961, s. 67–68.
17. Do Stadnickiej z 24 września 1803, fragmenty ogł. K. Kantecki: Szkice i opowiadania, Poznań 1883, s. 390; fascimile ogł. H. Biegeleisen: Ilustrowane dzieje literatury polskiej, t. 5, Wiedeń 1908.
18. Do A.J. Czartoryskiego 87 listów z lat 1803–1840, ogł. A.J. Czartoryski: Żywot J.U. Niemcewicza, Paryż 1860, s. 299–453 – rękopisy:Bibiloteka Czartoryskich, sygn. 5447, 5478, 5504.
19. Do A. Węgorzewskiej 6 listów z lat 1803–1804, ogł. W. Czapliński, „Zeszyty Wrocławskie” 1951 nr 2, s. 38–42 – 6 listów z lat 1818–1820, ogł. M. Witkowski, „Pamiętnik Literacki” rocznik 43 (1952), zeszyt 3/4.
20. Do A. Sapieżyny z 18 października 1804, rękopis: Ossolineum, sygn. 6524/II – 3 listy z lat 1815–1816, ogł. J.A. Czartoryski, jak wyżej poz. 18 – z 4 sierpnia 1819, rękopis: Biblioteka Czartoryskich (Archiwum Domowe, sygn. Ew. XVII/1473).
21. Do T. Vaughana 2 listy z roku 1805, ogł. E. Kusielewicz, „J. U. Niemcewicz w Ameryce”, Nowy Jork 1961, s. 65–66.
22. Do Uniwersytetu Wileńskiego z 12 lipca 1805, „Gazeta Literacka Wileńska” 1806 nr 22, szpalta 329–330.
23. Do K. Kossakowskiej z 23 listopada 1805, „Gazeta Warszawska” 1806; „Gazeta Południowo-Pruska” 1806 nr 24–25; przedr. „Archiwum Wróblewieckie” zeszyt 3, Poznań 1878; przekł. angielski (1965).
24. Do K. Luxa z 16 marca 1807, „Orzeł Biały” 1820 nr 10, s. 152–153; przedr. „Kurier Polski” 1831 nr 532, s. 789.
25. Do K. de Bose z 3 października 1807, rękopis: Landesbibliothek w Dreźnie, sygn. e16; ogł. S. Walczak: Memoriał o nowym systemie więzień... (zob. Ważniejsze utwory poz. 28), s. 23–24.
26. Do A.B. Batowskiego 4 listy z lat 1807–1810, ogł. A.J. Czartoryski, jak wyżej poz. 18 – 1 list ogł. E. Kipa, „Kurier Lwowski” 1907 nr 604.
27. Do Jana Śniadeckiego 12 listów z lat 1807–1824, rękopis: Biblioteka Jagiellońska, sygn. 3115 – 4 listy z lat 1809–1811, 1831; ogł. M. Baliński: Pamiętniki o Janie Śniadeckim, t. 2, Wilno 1865.
28. List z 19 kwietnia 1809, rękopis Instytutu Historii Akademii Nauk ZSRR w Leningradzie (dz. 479 Polonica, sygn. 67).
29. Do nieznanej osoby z 27 grudnia 1811, rękopis: Landesbibliothek w Dreźnie, sygn. e16 (mikrofilm w posiadaniu M. Klimowicza).
30. Do S.K. Potockiego, rękopisy: Archiwum Główne Akt Dawnych (Archiwum Wilanowskie, sygn. 265, 268, 271, 293); fragm. cytował A. Aleksandrowicz, jak wyżej poz. 9, s. 138.
31. Do S.B. Lindego z roku 1812, ogł. T. Wierzbowski: Materiały do dziejów piśmiennictwa polskiego, t. 2, Warszawa 1904, s. 169.
32. Do S. Wodzickiego 2 listy z lat 1812, 1828; rękopis: Ossolineum, sygn. 11655/II.
33. Do J. Dobrovskiego z 17 lipca 1813, ogł. M. Szyjkowski: Polskie peregrynacje do Pragi i Karlowych Warów, Bydgoszcz 1936, s. 111.
34. Do K.A. Varnhagen von Ense z 29 października 1815, ogł. T. Wierzbowski: Materiały do dziejów piśmiennictwa polskiego, t. 2, Warszawa 1904, s. 173.
35. Do L. Kropińskiego z kwietnia 1816, ogł. L. Kropiński: Rozmaite pisma, Lwów 1844, s. 228.
36. Do G.E. Grodka z roku 1816, rękopis: Biblioteka Jagiellońska, sygn. 3097.
37. Do Józefa Lipińskiego z 3 lutego 1817, ogł. A.J. Czartoryski, jak wyżej poz. 18; przedr. Jacek Lipiński: Recenzje teatralne Towarzystwa Iksów, Wrocław 1956 „Materiały do Dziejów Teatru Polskiego” nr 4, s. 578–579.
38. Do J. Dzierzkowskiego z 3 maja 1818, ogł. W. Jankowski, „Pamiętnik Literacki” rocznik 11 (1912), s. 454–455.
39. Do S. Staszica z 20 czerwca 1818, ogł. W.A. Francew, „Ruch Literacki” 1932, s. 268–269 – List z 27/30 czerwca 1818, rękopis: Centralne Państwowe Archiwum Akt Dawnych w Moskwie, ogł. T. Nowacki, „Pamiętnik Literacki” rocznik 50 (1959), s. 174–175.
40. Do C. i T. Działynskich 6 listów z lat: 1818–1821, 1831, 1838; rękopis: Biblioteka Kórnicka (Archiwum Działyńskich) – Do T. Działyńskiego(?) 3 listy z lat 1827–1828, „Kurier Poznański” 1876 nr 80.
41. Do A. Osińskiego 8 listów z lat 1818–1820, ogł. S. Vrtel-Wierczyński, „Pamiętnik Literacki” rocznik 10 (1911), s. 83–85 (część jedynie we fragmentach) – 2 listy z lat 1819–1820, rękopis: Biblioteka Akademii Nauk USRR Lwów, sygn. 794 I; fragmenty ogł. E. Woroniecki, „Kwartalnik Historii Nauki i Techniki” 1959 nr 4, s. 657.
42. Do J. Zawadzkiego z 8 marca 1819, ogł. T. Turkowski: Materiały do dziejów literatury i oświaty na Litwie i Rusi, t. 1, Wilno 1935, s. 354.
43. Do.E. z Kickich Sułkowskiej 2 listy z roku 1821, rękopis: Biblioteka Raczyńskich, sygn. 1328 (odpis).
44. Do P. Wiaziemskiego 5 listów z lat: 1821–1822, 1824, 1827–1828; ogł. S. Fiszman, „Studi in onore di E. Lo Gatto e G. Maver”, Florencja 1962; przedr. w: Archiwalia Mickiewiczowskie, Warszawa 1962, s. 50–60.
45. Do K. Kwiatkowskiego z 7 kwietnia 1822, rękopis: Ossolineum, sygn. 12293/II.
46. Do L. Osińskiego z 11 kwietnia 1822, rękopis: Biblioteka Jagiellońska, sygn. 6233 III.
47. Do J. Glińskiego z 16 lipca 1822, rękopis: Biblioteka Raczyńskich, sygn. 336.
48. Do K.F. Rylejewa z 30 października 1822, ogł. W.E. Jakuszkin, „Wiestnik Jewropy” 1888, t. 11, s. 202–203; odpis z notatnika I. Łobojki ogł. S. Fiszman: Z problematyki pobytu Mickiewicza w Rosji, Warszawa 1956, s. 16–17.
49. Do różnych osób z lat 1822–1823 w sprawie prenumeraty na Zbiór pamiętników i Podróże historyczne, rękopis: Biblioteka Czartoryskich, sygn. 3924.
50. Do M. Sarneckiego z 13 kwietnia 1823, rękopis: Biblioteka Jagiellońska (Zbiory Górskiego).
51. Do K. Koźmiana 3 listy z lat 1824–1826, rękopis: Biblioteka PAN Kraków, sygn. 2031.
52. Do B. Dąbrowskiej z 5 maja 1824, rękopis: Biblioteka Uniwersytetu Poznańskiego, sygn. 5 – 52a. Do J. Buczyńskiego 2 listy z lat 1824–1832, rękopis: Ossolineum, sygn. 12295/III.
53. Do K. Potockiej-Raczyńskiej i E. Raczyńskiego 29 listów z lat: 1824, 1831–1837, ogł. S.E. Koźmian, K. Morawska, „Kurier Poznański” VIII-IX 1879; przedr. w: I z bliska, i z daleka, Poznań 1881, s. 243 i następne (częściowo przekł. z francuskiego) – Do K. Raczyńskiej z 26 września 1835, ogł. L. Kurtzmann: Katalog der Raczyński-schen Bibliothek in Posen, t. 1, Poznań 1885, s. 28–10 listów z lat 1835–1840, ogł. A.J. Czartoryski, jak wyżej poz. 18.
54. Do B. Thorvaldsena z 22 lutego 1826, ogł. A. Kraushar: Towarzystwo Warszawskie Przyjaciół Nauk, t. 6, Kraków 1905, s. 442–443.
55. Do M. Szymanowskiej z 7 września 1826, rękopis: Biblioteka Muzeum Mickiewicza w Paryżu, sygn. 969.
56. Dwa listy z: 4 grudnia 1827 i niedatowany, rękopis: Biblioteka Publiczna Warszawa (zbiory autografów).
57. Do T. Wolickiego z 9 września 1828, „Kurier Poznański” 1876 nr 80.
58. Do A. Mickiewicza 6 listów z lat 1828–1840, rękopis: Biblioteka Muzeum Mickiewicza w Paryżu, sygn. 617; ogł. W. Mickiewicz: Korespondencja A. Mickiewicza, t. 3–4, Paryż 1876 i wyd. następne – List z 4 lutego 1836, rękopis jak wyżej, ogł. J. Odrowąż-Pieniążek w zbiorze: Miscellanea z l. 1800–1850, Wrocław 1963 „Archiwum Literackie” nr 7 (s. 194).
59. Do F. Bentkowskiego z 27 marca 1829, ogł. A. Kraushar: Towarzystwo Warszawskie Przyjaciół Nauk, t. 7, Kraków 1905, s. 467[75].
60. Do H. Lubomirskiego z 28 listopada 1829, ogł. A. Kraushar: Towarzystwo Warszawskie Przyjaciół Nauk, t. 7, Kraków 1905, s. 483[76].
61. Do W. Oleszczyńskiego z lutego 1830, ogł. A. Kraushar: Towarzystwo Warszawskie Przyjaciół Nauk, t. 7, Kraków 1905, s. 488[77].
62. List z maja 1830, fascimile ogł. A. Kraushar: Towarzystwo Warszawskie Przyjaciół Nauk, t. 7, Kraków 1905, s. 341[78].
63. Do P. Mohrenheima z 4 maja 1830, ogł. A. Kraushar: Towarzystwo Warszawskie Przyjaciół Nauk, t. 7, Kraków 1905, s. 496–497[79].
64. Do Ł. Gołębiowskiego z 21 czerwca 1830, fragmenty ogł. A. Kraushar: Towarzystwo Warszawskie Przyjaciół Nauk, t. 7, Kraków 1905, s. 372[80].
65. Do F.K. Druckiego-Lubeckiego z 12 lipca 1830, ogł. A. Kraushar: Towarzystwo Warszawskie Przyjaciół Nauk, t. 7, Kraków 1905, s. 499[81].
66. Do F.K. Preka z 21 sierpnia 1830, rękopis: Ossolineum, sygn. 897/I.
67. Do A. Oleszczyńskiego z roku 1830, rękopis: Ossolineum, sygn. 12167/III.
68. Do J. Wodzickiego z roku 1830, rękopis: Ossolineum, sygn. 11746/II.
69. Do J. Chłopickiego z 17 grudnia 1830, ogł. A.M. Kurpiel, „Kwartalnik Historyczny” 1902, s. 591–592.
70. Do Rady Municypialnej w Warszawie z 14 lutego 1831, ogł. A. Kraushar: Towarzystwo Warszawskie Przyjaciół Nauk, t. 8, Kraków 1906, s. 25[82].
71. Do H.J.T. Palmerstona z 27 września 1831, rękopis: Biblioteka Polska w Paryżu, sygn. 359 – z 10 października 1831, rękopis: jak wyżej sygn. 360.
72. Do K. Kniaziewicza 3 listy z roku 1831, rękopis: jak wyżej sygn. 357.
73. Do T. Morawskiego z roku 1831, rękopis: Ossolineum, sygn. 12039/II – fragm. 2 listów z roku 1832, „Pielgrzym Polski”: 2 grudnia 1832, 6 stycznia 1833.
74. Do posłów Misji Polskiej w Paryżu 10 listów z lat 1831–1832, rękopis: Biblioteka Polska w Paryżu, sygn. 359–361.
75. Do A. Sułkowskiego z 5 stycznia 1832, rękopis: Biblioteka Raczyńskich, sygn. 1328 (odpis).
76. Do A. Klewańskiego z lat 1832–1841, rękopis: Biblioteka Czartoryskich, sygn. 849.
77. Do T. Attwooda z 5 czerwca 1832, rękopis: Biblioteka Raczyńskich, sygn. 1809.
78. Do różnych osób z lat 1832–1841, rękopis: Biblioteka Czartoryskich, sygn. 5505 (tu także: Notaty o urodzeniu J.U. Niemcewicza, jego rodzicach i stosunkach z familią) – 78a. Do A. Witwickiego(?) z 5 lutego 1833, rękopis: Biblioteka Muzeum Mickiewicza w Paryżu, sygn. 1017; streszczenie J. Odrowąż-Pieniążek w zbiorze: Miscellanea z l. 1800–1850, Wrocław 1963 „Archiwum Literackie” nr 7 (s. 195).
79. Do K. Forstera z 21 października 1833, fragmenty ogł. A. Knot, „Rocznik Zakładu Narodowego im. Ossolińskich”, t. 3 (1948), s. 120.
80. Do przewodniczącego francuskiej Izby Deputowanych z 7 stycznia 1834, rękopis: Biblioteka Raczyńskich, sygn. 1809.
81. Do Polaków w Stanach Zjednoczonych A.P. z 1835 r., „Gazeta Wielkiego Księstwa Poznańskiego” 1835, s. 403.
82. Do S. Witwickiego 2 listy z lat 1836–1837, rękopis: Biblioteka Muzeum Mickiewicza w Paryżu, sygn. 1017; ogł. i streszczenie podał J. Odrowąż-Pieniążek, jak wyżej poz. 58, s. 195–196 – List z roku 1837, ogł. W. Mickiewicz w: Korespondencja A. Mickiewcza, jak wyżej poz. 58 – 2 listy z lat 1838–1839, rękopis: Biblioteka Muzeum Mickiewicza w Paryżu, sygn. 778; ogł. J. Odrowąż-Pieniążek, jak wyżej, s. 194 – List z 24 marca 1841, ogł. S. Witwicki, „Przyjaciel Ludu” 1841, s. 402.
83. Do E. Januszkiewicza z roku 1837, rękopis: Ossolineum, sygn. 11910/III – 83a. Do A. de Lamartine z 12 lutego 1837, rękopis: Biblioteka Polska w Paryżu, sygn. 495.
84. Do E.B. z redakcji Przyjaciela Ludu z roku 1838, fascimile fragm. podał „Przyjaciel Ludu” 1838, s. 384.
85. Do H. Błotnickiego, rękopis: Biblioteka Czartoryskich (Archiwum Domowe Ew. XVII/1473); fragm. z roku 1839 cyt. A. Aleksandrowicz, jak wyżej poz. 9, s. 149.
86. Do W. Zamoyskiego z 19 stycznia 1840, rękopis: Biblioteka Kórnicka (Archiwum Zamoyskich, sygn. 3).
87. Do A. Thiersa z 21 kwietnia 1840, ogł. A. Kraushar: Okruchy przeszłości, Warszawa 1913, s. 270–271.
88. Do J.N. Bobrowicza z 3 czerwca 1840, „Przegląd Lwowski” 1872, t. 4, s. 322.
89. Do L. Sapiehy z 8 maja 1841, rękopis: Biblioteka Uniwersytetu Poznańskiego, sygn. 27.
90. Do J. Falkenhagen Zaleskiego, rękopis: Biblioteka Jagiellońska, sygn. 3774.
91. Do J. Grabowskiego, rękopis: Ossolineum, sygn. 4187/II.
92. Do K. z Tańskich Hoffmanowej i K. Hoffmana, rękopis: Biblioteka PAN Kraków, sygn. 121.
93. Do A. Pstrokońskiego, rękopis: Biblioteka Czartoryskich, sygn. 3303.
94. Do K. Lacha Szyrmy, rękopis: Biblioteka Czartoryskich, sygn. 5521.
95. Do J. Wybickiego, ogł. J. Jastrzębska: Kilka listów z epoki Legionów, Lwów 1903.
96. Do nieznanej osoby, rękopis: Biblioteka Narodowa, sygn. 702.
97. Od I. Krasickiego 3 listy z lat 1791–1792, ogł. jak wyżej poz. 6 – 97a. Od S. Trembeckiego bilet wizytowy z roku 1794, „Kronika Rodzinna” 1884, s. 738.
98. Od T. Jeffersona 6 listów z lat 1798–1807, ogł. W.M. Kozłowski, jak wyżej poz. 14 – List z 15 grudnia 1813, ogł. E. Kusielewicz, jak wyżej poz. 14; fascimile ogł. J.W. Hoskins, jak wyżej poz. 14, s. 234–235.
99. Od G. Washingtona z 15(18) czerwca 1798, wyd. J.C. Fitzpatrick w: The Writings of George Washington, Waszyngton 1941; rękopis (odpis) w zbiorach rodziny Niemcewicza w Elizabeth.
100. Od żony Zuzanny 5 listów z lat 1802 i 1831, rękopis (odpis) jak wyżej; inform. M.J.E. Budka, „Pamiętnik Literacki” rocznik 56 (1965), zeszyt 3.
101. Od I. Potockiego z 25 kwietnia 1803, rękopis: Archiwum Główne Akt Dawnych (Archiwum Wilanowskie, sygn. 178).
102. Od S. Małachowskiego 2 listy z roku 1807, ogł. B. Gubrynowicz, jak wyżej poz. 4.
103. Od L. Platera z 8 marca 1819, ogł. T. Turkowski, jak wyżej poz. 42.
104. Od J. Dzierzkowskiego z roku 1820, fragmenty ogł. A. Kraushar, jak wyżej poz. 54, t. 5, s. 107.
105. Od K.F. Rylejewa z 11 września 1822 (po polsku), ogł. A. Kraushar Obrazy i wizerunki historyczne, Warszawa 1906, s. 330–331 (fascimile); fragmenty przedr. „Kamena” 1946 nr 1/3, s. 36.
106. Od J.A. Czartoryskiego, rękopisy: Biblioteka Czartoryskich, sygn. 5450, 5452, 5462, 5472; fragm. listu z 17 września 1822 ogł. B. Gubrynowicz, „Pamiętnik Literacki” rocznik 21 (1924/1925), s. 288.
107. Od K. Brodzińskiego z 14 grudnia 1825, ogł. B. Gubrynowicz, jak wyżej.
108. Od A. Malczewskiego z roku 1825, ogł. Jako dedykacja do książki: A. Malczewski: Maria, Warszawa 1825 i wyd. następne.
109. Od A. Mickiewicza 3 listy z lat 1827–1833, wyd. w: A. Mickiewicz: Dzieła, t. 14–15, Warszawa 1955.
110. Od J.P. Norblina z 18 września 1827, ogł. A. Kraushar, jak wyżej poz. 54, t. 6, s. 448–450.
111. Od H. Storcha z 5 lutego 1828, ogł. A. Kraushar, jak wyżej poz. 54, t. 7, s. 442–443.
112. Od M.A. Jullien 2 listy z lat 1828–1829, ogł. A. Kraushar, jak wyżej poz. 54, t. 7, s. 446–447.
113. Od P. Koeppena z 22 maja 1828, ogł. A. Kraushar, jak wyżej poz. 54, t. 7, s. 453–454.
114. Od I. Simonowa z 19 sierpnia 1828, ogł. A. Kraushar, jak wyżej poz. 54, t. 7, s. 457–458.
115. Od P. Mohrenheima z 15 września 1828, ogł. A. Kraushar, jak wyżej poz. 54, t. 7, s. 458–459.
116. Od A. Fredry z 5 stycznia 1829, ogł. A. Kraushar, jak wyżej poz. 54, t. 7, s. 463.
117. Od T. Wolickiego z 23 stycznia 1829, ogł. A. Kraushar, jak wyżej poz. 54, t. 7, s. 469–470.
118. Od A. Humboldta z 3 marca 1829, ogł. A. Kraushar, jak wyżej poz. 54, t. 7, s. 466–467.
119. Od T. Bułharyna 3 listy z lat 1829–1830, ogł. A. Kraushar, jak wyżej poz. 54, t. 7, s. 312–313, 464; t. 8, s. 252–253, 395–396.
120. Od J.B. Saya z 8 kwietnia 1829, ogł. A. Kraushar, jak wyżej poz. 54, t. 7, s. 467–468.
121. Od A. Bronikowskiego z 29 kwietnia 1829, ogł. A. Kraushar, jak wyżej poz. 54, t. 7, s. 470–471.
122. Od J.S. Bandtkiego z 16 maja 1829, ogł. A. Kraushar, jak wyżej poz. 54, t. 7, s. 471.
123. Od F. Siarczyńskiego z 6 czerwca 1829, ogł. A. Kraushar, jak wyżej poz. 54, t. 7, s. 472.
124. Od J. Berzeliusa z 6 lipca 1829, ogł. A. Kraushar, jak wyżej poz. 54, t. 7, s. 475.
125. Od W. Żukowskiego z 18 lipca 1829, ogł. A. Kraushar, jak wyżej poz. 54, t. 7, s. 206, 475–476.
126. Od W. Oleszczyńskiego 2 listy z lat 1829–1830, ogł. A. Kraushar, jak wyżej poz. 54, t. 7, s. 476–477, 486–487.
127. Od J.N.B. d’Abrahamsona z 6 listopada 1829, ogł. A. Kraushar, jak wyżej poz. 54, t. 7, s. 479–480.
128. Od S. Dunin Borkowskiego 3 listy z lat 1829–1830, ogł. A. Kraushar, jak wyżej poz. 54, t. 7, s. 378–379, 471, 478.
129. Od J. Korzeniowskiego z 7 stycznia 1830, ogł. A. Kraushar, jak wyżej poz. 54, t. 7, s. 279, 485.
130. Od A. Bieńkowskiego z 4 lutego 1830, ogł. A. Kraushar, jak wyżej poz. 54, t. 7, s. 487–488.
131. Od K. Oekonomidesa z 10 lutego 1830, ogł. A. Kraushar, jak wyżej poz. 54, t. 7, s. 493–494.
132. Od K. Rottecka z 10 marca 1830, ogł. A. Kraushar, jak wyżej poz. 54, t. 7, s. 493–494.
133. Od J.P. Safarika z 1 kwietnia 1830, ogł. A. Kraushar, jak wyżej poz. 54, t. 7, s. 324–325, 495.
134. Od Jana Śniadeckiego z 10 maja 1830, fascimile ogł. A. Kraushar, jak wyżej poz. 54, t. 7, s. 344.
135. Od B. Kopitara z 24 maja 1830, ogł. A. Kraushar, jak wyżej poz. 54, t. 7, s. 378, 498.
136. Od B. Trentowskiego z 10 sierpnia 1830, ogł. A. Kraushar, jak wyżej poz. 54, t. 7, s. 392–394.
137. Od J. Jungmanna z 10 września 1830, ogł. A. Kraushar, jak wyżej poz. 54, t. 7, s. 500.
138. Od A.K. Batowskiego z 18 września 1830, ogł. A. Kraushar, jak wyżej poz. 54, t. 7, s. 501–502; t. 8, s. 266–267.
139. Od posłów Misji Polskiej w Paryżu 4 listy z roku 1831, rękopisy: Biblioteka Polska w Paryżu, sygn. 357, 360.
140. Od markiza de Lafayette 4 listy z lat 1831, 1834; rękopis (odpis) w zbiorach rodziny Niemcewicza w Elizabeth (inform. M.J.E. Budka, jak wyżej poz. 100).
141. Od E. LivingStone’a, ministra pełnomocnego Stanów Zjednoczonych we Francji, z 24 maja 1831; rękopis jak wyżej.
142. Od J. BackHouse’a, sekretarza lorda Palmerstona, 4 listy z lat 1831–1833; rękopis jak wyżej poz. 140.
143. Od K. Kniaziewicza z 7 września 1831, rękopis: Biblioteka Polska w Paryżu, sygn. 358 – Inne listy Kniaziewicza, rękopis jak wyżej sygn. 482.
144. Od W. Irwinga z roku 1831; rękopis (odpis) w zbiorach rodziny Niemcewicza w Elizabeth (inform. jak wyżej poz. 100).
145. Od W. Tyszkiewicza z 1 lutego 1832, rękopis: Biblioteka Polska w Paryżu, sygn. 361.
146. Od T. Campbella 2 listy: z 19 czerwca 1832 i bez daty; rękopis (odpis) w zbiorach rodziny Niemcewicza w Elizabeth (inform. jak wyżej poz. 100).
147. Od J.C. Stapletona z 28 listopada 1832, rękopis jak wyżej.
148. Od Sary S. Baker, wdowy po pasierbie Niemcewicza, 2 listy z roku 1833 (dat. 30 maja, opisuje śmierć i pogrzeb żony Niemcewicza); rękopis jak wyżej poz. 146.
149. Od Julii Ursin Niemcewicz Kean, wnuczki żony Niemcewicza, 3 listy z lat: 1833–1834, 1836; rękopis jak wyżej poz. 146.
150. Od P.J.D. d’Angersa z 28 stycznia 1834; rękopis jak wyżej poz. 146.
151. Od lorda Dudleya Stuarta 5 listów z lat: 1834, 1837, 1840; rękopis jak wyżej poz. 146.
152. Od E. Lyttona Bulwera z 22 czerwca 1834; rękopis jak wyżej poz. 146.
153. Od A. Klewańskiego z lat: 1835–1836, 1838, rękopis: Biblioteka Czartoryskich, sygn. Ew. 3212.
154. Od F. Grzymały, rękopisy w papierach Grzymały z lat 1835–1858 w Bibliotece Polskiej w Paryżu, sygn. 466.
155. Od A. de Lamartine’a z 15 lutego 1837, rękopis jak wyżej, sygn. 492; ogł. L. Płoszewski, „Pamiętnik Literacki” rocznik 21 (1924/1925), s. 295 – Ze stycznia 1841, rękopis (odpis) w zbiorach rodziny Niemcewicza w Elizabeth (inform. jak wyżej poz. 100).
156. Od wnuka żony, Johna Keana, 2 listy z lat 1837–1838; rękopis jak wyżej.
157. Od Hamiltona Fisha z 1 lipca 1839; rękopis jak wyżej.
158. Od pani Thomson Hankey 2 listy z: 2 października (1839?) i 20 października 1840; rękopis jak wyżej poz. 156.
159. Od księcia Hamiltona (brak daty); rękopis jak wyżej poz. 156.
160. Od P.J. Berangera z 1 marca (brak roku); rękopis jak wyżej poz. 156.
161. Testament Niemcewicza z 3 maja 1807 oraz odpisy dokumentów dot. naturalizacji pisarza w Stanach Zjednoczonych, z roku 1806; rękopis jak wyżej poz. 156.
162. Testament, powst. 12 grudnia 1838, uzup. 22 lipca 1840, ogł. A.J. Czartoryski jak wyżej poz. 18, s. 292–295 (zobacz S. Pigoń: Nie wyzyskane testamenty, „Tęcza” 1929, zeszyt 51).
163. Dyplom członkowski Amerykańskiego Towarzystwa Filozoficznego w Filadelfii z roku 1804; dyplom członkowski Towarzystwa Warszawskiego Przyjaciół Nauk; reprodukcje podał A. Kraushar, jak wyżej poz. 54, t. 7, s. 277–281.
164. Rachunki i spisy garderoby z lat 1798–1799, wyd. A. Wellmann-Zalewska, jak wyżej poz. 9.
165. On Reading Gibbon Inetrpolation from Manuscript Notebook Numbered VIII; General Notes and Quotationis from Cover Leaves of Notebooks Numbered II, IV, V, VII and VIII; Lists, Expense Accounts and Calculations from Notebooks Numbered III, IV, V, VI, VII and VIII, wyd. M.J.E. Budka w: Under Their Vine and Fig Tree..., jak wyżej poz. 23 Appendices (oryginały w zbiorach rodziny Kean w Elizabeth).

Swą korespondencję umieszczał Niemcewicz także w niektórych pracach pamiętnikarskich (zobacz Ważniejsze utwory poz. 92).
Listy od i do Niemcewicza znajdują się także w niektórych zbiorach zagranicznych, m.in.: w Centralnym Państwowym Archiwum Historycznym w Kijowie, w Bibliotece Kongresu w Waszyngtonie, w zbiorach rodziny Kean w Elizabeth, w Uniwersytecie Princeton (Eleutherian Mills, Delaware, Wilimington), w Bibliotece Polskiej w Paryżu (m.in. sygnatury: 359–360, 434, 466, 490, 492, 495, 508, 542, 556, 575) i w Muzeum Mickiewicza w Paryżu.
Rękopisy Niemcewicza znajdują się także w: Archiwum Główne Akt Dawnych, Archiwum Uniwersytetu Jagiellońskiego, Archiwum Państwowe Poznań, Biblioteka Czartoryskich (m.in. sygnatury: 1962, 2157b, 2594, 2952, 3956–3958), Biblioteka Jagiellońska (m.in. sygnatury: 6180 III, 6357 IV), Biblioteka Kórnicka (m.in. sygnatura 2523), Biblioteka Narodowa, Ossolineum, Biblioteka PAN Kraków (m.in. sygnatury: 2059, 2063), Biblioteka Raczyńskich (m.in. sygnatury: 9–10), Biblioteka Uniwersytetu Poznańskiego, Biblioteka Uniwersytetu Warszawskiego (m.in.: zbiór TPN 28, 55), Biblioteka Muzeum im. Mickiewicza w Paryżu (m.in. sygnatury: 209–210: Niemcewicza angielskie przekłady prozą, fragmenty Ustępu III części Dziadów Mickiewicza – Road to Russia, The Suburbs of the Capital, St. Petersburg, The Parade), Biblioteka Polska w Paryżu, Biblioteka Uniwersytetu w Buffalo, Archiwum Historyczne w Kijowie, Instytut Historyczny Akademii Nauk ZSRR w Leningradzie, Biblioteka Akademii Nauk USRR we Lwowie, Biblioteka im. Lenina w Moskwie i Archiwum Historyczne w Wilnie – Liczne rękopisy w bibliotece rodzinnej w Skokach nad Bugiem prawdopodobnie uległy zniszczeniu w okresie II wojny światowej.

## Opracowania poświęcone działalności Niemcewicza

### Zarysy monograficzne
A.J. Czartoryski: Żywot J.U. Niemcewicza, Paryż 1860 – K. Zbyszewski: Niemcewicz od przodu i tyłu; fragm.: Niemcewicz w więzieniu, „Prosto z mostu” 1939 nr 5; całość wyd. ze wstępem S. Mackiewicza, Warszawa 1939

### Biografie i pamiętniki
J. Potocki: Pochwała J.U. Niemcewicza, „Rocznik Towarzystwa Warszawskiego Przyjaciół Nauk”, t. 8 (1812) – J. Kochański: Do J. Niemcewicza, „Pamiętnik Warszawski”, t. 12 (1818), s. 219–222 – „Kurier Litewski” 1819 nr 146 (O pobycie Niemcewicza w Wilnie) – F.S. Dmochowski: Do J. Niemcewicza od uczniów Uniwersytetu Warszawskiego, „Tygodnik Polski” 1820, t. 1, s. 169–170 – S. Jaszowski: Wiersz z powodu mianowania J.U. Niemcewicza prezesem Towarzystwa Warszawskiego Przyjaciół Nauk, „Rozmaitości” 1827 nr 8 – T... Z...: Niemcewicz, „Rozmaitości” 1827 nr 15 – F.R. (Rodecki): Wiersz do J.U. Niemcewicza, Warszawa 1830 – Krótkie wspomnienie dawnych czynów J.U. Niemcewicza, „Goniec Krakowski” 1831 nr 4 – Niemcewicz w Birmingham, w: Zdanie sprawy z czynności Komitetu Narodowego Polskiego (red. J. Lelewel), Paryż 1832, s. 192 – J. Straszewicz: Les Polonais et les Polonaises de la Revolution du 29 novembre 1830, Paryż 1832; przekł.: niemiecki (1832–1837), włoski (1833–1834) – F.W. Thomas: The Polish Chiefs, t. 2, Nowy Jork 1832 – Katalog książek w różnych językach z księgozbioru J.U. Niemcewicza, Poznań 1833 – Wiadomość o pobycie J.U. Niemcewicza w Glasgowie, „Rozmaitości” 1833 nr 1 – A. Magier: Estetyka miasta stołecznego Warszawy, ukończona około roku 1833, wyD.H. Szwankowska, komentarz historyczno-literacki oprac. J.W. Gomulicki, Wrocław 1963 – A. Mickiewicz: (Toast na cześć J.U. Niemcewicza 31 XII 1834 w Paryżu), „Czas” 1871 nr 294; przedr. w: Dzieła wszystkie, t. 11, Warszawa 1933, s. 483–485 – Kilka słów o Niemcewiczu, „Tygodnik Litewski” 1840 – S. Wodzicki: Wspomnienia z przeszłości od r. 1788 do r. 1840, Kraków 1873, s. 179 – A.J. Czartoryski: Odezwa do ziomków (w sprawie uczczenia pamięci J.U. Niemcewicza), Paryż 1841 – M.M. (Motty): O J.U. Niemcewiczu, „Orędownik Naukowy” 1841 nr 25 – S. Witwicki: Jeszcze słów kilka o J.U. Niemcewiczu, „Orędownik Naukowy” 1841 nr 25 – S. Witwicki: J. U. Niemcewicz, „Przyjaciel Ludu” 1841 nr 51 – S. Witwicki: (Notatki z opowiadań Kniaziewicza i Niemcewicza, powst. prawdopodobnie około roku 1841), „Kronika Rodzina” 1884 nry 13–17, 21, 23–24 – K. Lach Szyrma: Mowa w rocznicę śmierci śp. J.U. Niemcewicza, Paryż 1842 – S. Witwicki: Wieczory pielgrzyma, t. 2, Paryż 1842, s. 354–361 i wyd. następne.

### Opracowania twórczości o charakterze ogólnym
L. Borowski: Uwagi nad poezją i wymową pod względem ich podobieństwa i różnicy, z ćwiczeniami w niektórych gatunkach stylu, Wilno 1820 – A. Lange: O romantyzmie przed Mickiewiczem, „Życie” 1898 nr 31–37; przedr. „Głos” 1899, t. 2 – A. Szycówna: Pedagogia samorodna w poezjach Niemcewicza, „Tygodnik Polski” 1899 nr 39 – J. Klaczko: J. U. Niemcewicz, „Biesiada Literacka” 1903 nr 6–7, 20 – H.C. (Cepnik): J. U. Niemcewicz, „Naród” 1906 nr 13 – A. Kraushar: O naukowości polskiej w l. 1821–1861, „Przegląd Poranny” 1909 nr 12 – M. Szyjkowski: Osjan w Polsce na tle genezy romantycznego ruchu, „Rozprawy AU. Wydział Filologiczny”, t. 52 (1913) i odb. (Kraków 1912) – W. Włoch: Polska elegia patriotyczna w epoce rozbiorów, Kraków 1916 „Prace Historyczno-Literackie” nr 6 – M. Szyjkowski: Dzieje polskiego upiora przed wystąpieniem Mickiewicza, „Rozprawy AU. Wydział Filologiczny”, t. 55 (1917).

### Opracowania poszczególnych utworów
D. Żebrowski: Rozprawa o dwóch pierwszych wysokości źrzódłach, „Miesięcznik Połocki” 1818, t. 2, s. 128–129 – (Dzieje panowania Zygmunta III. Rec.), F. Siarczyński, „Pszczoła Polska” 1820 (autograf rękopisu Ossolineum sygn. 5684/II) – Uwagi niektóre nad rozbiorem Dziejów Zygmunta III w Pszczole lwowskiej, „Pamiętnik Warszawski”, t. 17 (1820), s. 422 – (Zbiór pamiętników historycznych. Rec.), „Gazeta Litewska” 1822 nr 8, s. 93–95 – L. Siemieński: Improwizowana literatura i podróże historyczne J.U. Niemcewicza, w: Kilka rysów literatury i społeczeństwa od r. 1848–1858, t. 2, Warszawa 1859 – (Horacjusza Ody, satyry i listy, Rec.), W. Miłkowski, „Przegląd Tygodniowy” 1867 nr 33, s. 262–263 – K. Kantecki: Z autografów Biblioteki Poturzyckiej, „Przewodnik Naukowy i Literacki” 1878 – (Dzieła, Rec.), S. Matusiak, „Przegląd Powszechny” 1885, t. 4, s. 100 – S. Nowiński: O bajkach J.U. Niemcewicza, „Biblioteka Warszawska” 1888, t. 1–3 – A.M. Kurpiel: O nieznanych utworach Niemcewicza, „Sprawozdania AU”, t. 8 (1903), nr 4 – Małpa na reducie. Ze wspomnień warszawskich (Geneza bajki Niemcewicza), „Gazeta Świąteczna” (Lwów) 1904 nr 5. – I. Chrzanowski: (Żywoty znacznych w XVIII w. ludzi, Rec.), „Książka” 1905, s. 225 – I. Chrzanowski: Pieśń wygnańca, „Myśl Polska” 1906 nr 35; „Słowo Polskie” 1906 nr 585; przedr. w: Z epoki romantyzmu, Kraków 1918 – I. Chrzanowski: Stosunek rękopisu Barda polskiego (1795) do jego pierwodruku (1840), „Sprawozdanie z Posiedzeń Towarzystwa Naukowego Warszawskiego” 1908 – A.M. Kurpiel: Nieznane utwory J.U. Niemcewicza, „Pamiętnik Literacki” rocznik 7 (1908) – (Puławy, Rec.): „Kurier Poznański” 1908 nr 21; K. Wojciechowski, „Pamiętnik Literacki” rocznik 7 (1908); „Ziemia Lubelska” 1908 nr 37–38 – I. Chrzanowski: Dwa nieznane paszkwile Niemcewicza w: Z dziejów satyry polskiej XVIII w., Warszawa 1909 – A. Kraushar: Stulecie pamfletu obyczajowego Niemcewicza (1812–1912), „Kurier Warszawski” 1912 nr 1; przedr. w: Okruchy przeszłości, Warszawa 1913 – W. Włoch: Kto jest autorem przeróbek w pierwodruku Barda polskiego Adama Czartoryskiego?, „Pamiętnik Literacki” rocznik 15 (1917).

#### Utwory dramatyczne
(Władysław pod Warną. Polemiki i recenzje teatralne): „Gazeta Korespondenta Warszawskiego” XI–XII 1810; „Gazeta Warszawska” XI–XII 1810; X. „Gazeta Warszawska” 1815 nr 102, przedr. J. Lipiński: Recenzje teatralne Towarzystwa Iksów, 1815–1819, Wrocław 1956 „Materiały do Dziejów Teatru w Polsce” nr 4, s. 106–107; „Pamiętnik Warszawski” 1817, s. 464–488.
(Jadwiga. Recenzje teatralne): „Gazeta Korespondenta Warszawskiego” 1814 nr 104; „Gazeta Poznańska” 1815 nr 1; X. „Gazeta Korespondenta Warszawskiego” 1815 nr 54, przedr. J. Lipiński jak wyżej, s. 26–28; S.P.: List do Pana X. „Gazeta Warszawska” 1815 nr 69, przedr. J. Lipiński jak wyżej, s. 407–408; X. „Gazeta Korespondenta Warszawskiego” 1816 nr 41, „Gazeta Warszawska” 1816 nr 41, przedr. J. Lipiński jak wyżej, s. 158–160; X. „Gazeta Korespondenta Warszawskiego” 1817 nr 6, przedr. J. Lipiński jak wyżej, s. 237–239; „Gazeta Codzienna Narodowa i Obca” 1818 nr 57; X. „Gazeta Korespondenta Warszawskiego” 1818 nr 96, „Gazeta Warszawska” 1818 nr 96, przedr. J. Lipiński jak wyżej, s. 338–340; K. „Gazeta Warszawska” 1821 nr 168; „Kurier dla Płci Pięknej” 1823, t. 2, nr 3, s. 24; „Kurier Warszawski” 1823 nr 54, 82; T. „Gazeta Warszawska” 1823 nr 58.

#### Powrót posła
J. Suchorzewski: (Mowa na sesji sejmowej w dniu 17 stycznia 1791, żądająca sądu nad Niemcewiczem z powodu wystawienia Powrotu posła), Warszawa brak roku wydania (streszcz.: „Gazeta Narodowa i Obca” 21 stycznia 1791; Diariusz sejmu ordynaryjnego... Warszawa 1791) – A. Tyszyński: Komedia polska w XVIII w. „Biblioteka Warszawska” 1870, t. 3, s. 427–433; przedr. w: Wizerunki polskie, Warszawa 1875 – W. Kalinka: Sejm Czteroletni, t. 2, Lwów 1881, s. 168 i następne – J. Wójcik: (Wstęp do) Powrót posła, Lwów 1893 „Biblioteka dla Młodzieży” nr 9 – J. Flach, „Przedświt” 1901, s. 105 – Or-Ot (A. Oppman): Prolog do Powrotu posła J.U. Niemcewicza, „Kurier Kaliski” 1905 nr 201 – J. Michalski: (Wstęp do) Powrotu posła, Warszawa 1908 – B. Gubrynowicz, „Gazeta Lwowska” 12 października 1911 – W. Tokarz: Zakaz wystawienia Powrotu posła na scenie warszawskiej, „Goniec Poranny i Wieczorny. Kalendarz ilustrowany na rok 1914” (1913).

#### Śpiewy historyczne
K. Koźmian: Raport o Śpiewach historycznych Niemcewicza (powst. 1807–1815), w: Pisma prozą, Kraków 1888, s. 323 i następne – J. Lelewel: Śpiewy historyczne J.U. Niemcewicza pod względem historii uważane, „Dziennik Wileński” 1817, t. 5, s. 266–292, 296; wyd. osobne uzup. Warszawa 1817; przedruk w wyd.: Śpiewy historyczne, Kraków 1835, także Lwów 1849; przedr. w: Rozbiory dzieł..., Poznań 1844, s. 57–86; Materiały do dziejów polskich, Poznań 1847, s. 57–86; Polska, jej dzieje i rzeczy jej, t. 17, Poznań 1865, s. 57–86 – „Gazeta Literacka” 1822 nr 29, s. 95–96 – „Teraźnijeszość i Przyszłość” (Paryż) 1843, zeszyt 1, s. 16–17 – Korespondencja Lubeckiego (powst. przed rokiem 1846), wyd. S. Smolka, t. 2, Kraków 1909, s. 462–474 – (M. Dzieduszycki): Zbigniew Oleśnicki, t. 1–2, Kraków 1853–1854; porównaj „Przegląd Poznański”, t. 20 (1855) – K.W. Wójcicki, „Biblioteka Warszawska” 1877, t. 1 (recenzja wyd. z roku 1859) – A. Kraushar: Niemcewicz i Rylejew, „Przegląd Literacki. Dodatek do Kraju” 1889 – W. Czermak: (Wstęp i objaśnienia do) Śpiewy historyczne, Lwów 1895 „Wyd. Macierzy Polskiej” nr 65 – A. Kraushar: Rylejew i Niemcewicz, „Kraj” 1904 nr 11; przedr. w: Obrazki i wizerunki historyczne, Warszawa 1906 – W. Jankowski: Geneza i dzieje Śpiewów historycznych Niemcewicza, „Pamiętnik Literacki” rocznik 9 (1910) – A. Kraushar: Senator Nowosilcow i cenzura za Królestwa Kongresowego (1819–1829), Kraków 1911 „Miscellanea Historyczne” nr 54 – L. Płoszewski: Pierwsza recenzja Śpiewów historycznych (z roku 1809), „Pamiętnik Literacki” rocznik 14 (1917), s. 276–290.

#### Powieści
(Lejbe i Siora. Recenzja), „Wanda” 1821, t. 1, s. 369–383 – Philopolski (T. Dzieduszycki): Uwagi nad powieścią Niemcewicza Jan z Tęczyna, „Rozmaitości” (Lwów) 1825 nr 27–28 – J.M. Ossoliński: Nieszczęśliwe zaloty Jana Chrzciciela Tęczyńskiego z Cecylią królewną szwedzką, „Czasopism Naukowy Księgozbioru Publicznego im. Ossolińskich” 1829, zeszyt 2 – O rękopisie powieści Sierota mniemana, „Czas. Dodatek Miesięczny”, t. 11 (1858) – S. Tarnowski: Romans polski w początku XIX w., „Przegląd Polski” II 1871 i odb. – (Jan z Tęczyna. Recenzja), „Kronika Rodzinna” 1878, s. 152 – (Jan z Tęczyna. Recenzja), „Echo Muzyczne, Teatralne i Artystyczne” 1886 nr 157 – „Kronika Rodzinna” 1887, s. 639 (o Lejbe i Siora) – A. Nowicki: Nieszczęścia występnej zalotności. Nieznana powieść J.U. Niemcewicza, „Przegląd Literacki. Dodatek do Kraju” 1887 nr 50–51; „Przewodnik Naukowy i Literacki” 1888 – T. Jeske-Choiński: Historyczna powieść polska, Warszawa 1889, s. 15 i następne – B. Gubrynowicz: Romans w Polsce za czasów Stanisława Augusta, Lwów 1904 – A.M. Kurpiel: Dwie nieznane powieści J.U. Niemcewicza, „Pamiątkowa księga 1866–1906. Prace byłych uczniów S.hr. Tarnowskiego”, t. 1, Kraków 1904 (Mniemana sierota i Władysław Bojomir) – B. Czarnik: Spór literacki o Jana z Tęczyna, „Pamiętnik Literacki” rocznik 4 (1905), rocznik 5 (1906) i odb. – H. Galle: Żydzi w beletrystyce dzisiejszej, „Biblioteka Warszawska” 1905, t. 1 – K. Wojciechowski: Zagadnienia społeczne w powieści polskiej w. XVIII i w początkach w. XIX, „Sprawozdanie Gimnazjum VI we Lwowie za rok szkolny 1905/06”, s. 1–35 i odb. (Lwów 1906).